# Liste der Biografien/Lop
Liste der Biografien |
Portal Biografien |
Personensuche
# |
A |
B |
C |
D |
E |
F |
G |
H |
I |
J |
K |
L |
M |
N |
O |
P |
Q |
R |
S |
T |
U |
V |
W |
X |
Y |
Z |
?
 
La |
Lb |
Lc |
Le |
Lg |
Lh |
Li |
Lj |
Ll |
Lm |
Lo |
Lp |
Lt |
Lu |
Lv |
Lw |
Lx |
Ly |
Lz
 
Loa |
Lob |
Loc |
Lod |
Loe |
Lof |
Log |
Loh |
Loi |
Loj |
Lok |
Lol |
Lom |
Lon |
Loo |
Lop |
Loq |
Lor |
Los |
Lot |
Lou |
Lov |
Low |
Loy |
Loz
Die Liste der Biografien führt alle Personen auf, die in der deutschsprachigen Wikipedia einen Artikel haben. Dieses ist eine Teilliste mit 656 Einträgen von Personen, deren Namen mit den Buchstaben „Lop“ beginnt.

## Lop

### Lopa
- Łopaciński, Bolesław (1832–1904), polnisch-litauisch-russischer Historiker
- Lopandić, Zoran (1959–2017), bosnisch-serbischer Kommandant im Bosnienkrieg
- Lopar, Daniel (* 1985), Schweizer Fussballtorhüter
- Loparić, Zeljko (* 1939), kroatisch-brasilianischer Philosoph
- Lopašić, Radoslav (1835–1893), kroatischer Historiker
- Lopata, Anastassija (* 2004), ukrainische Tennisspielerin
- Lopata, Helena Z. (1925–2003), US-amerikanische Soziologin und Hochschullehrerin
- Lopata, Jewhenija (* 1994), ukrainische Kulturmanagerin und Übersetzerin
- Lopata, Raimundas (* 1965), litauischer Politikwissenschaftler, Publizist und Professor der Universität Vilnius (VU)
- Lopatenko, Manfred (* 1958), deutscher Fußballspieler
- Lopatezka, Darija (* 2003), ukrainische Tennisspielerin
- Lopatić, Stefan (* 1992), bosnisch-herzegowinischer Biathlet
- Lopatić, Tomislav (* 1963), jugoslawischer Biathlet und bosnischer Trainer
- Lopatin, Anton Iwanowitsch (1897–1965), sowjetischer Generalleutnant
- Lopatin, Igor Konstantinowitsch (1923–2012), ukrainisch-belarussischer Biologe und Zoologe
- Lopatin, Iwan Alexejewitsch (1888–1970), amerikanisch-russischer Ethnologe
- Lopatin, Jewgeni Iwanowitsch (1917–2011), sowjetischer Gewichtheber
- Lopatin, Sergei Jewgenjewitsch (1939–2004), sowjetischer Gewichtheber
- Łopatka, Adam (1928–2003), polnischer Jurist und Politiker
- Lopatka, Reinhold (* 1960), österreichischer Politiker (ÖVP), Landtagsabgeordneter, Abgeordneter zum NationalratReinhold Lopatka (* 1960)

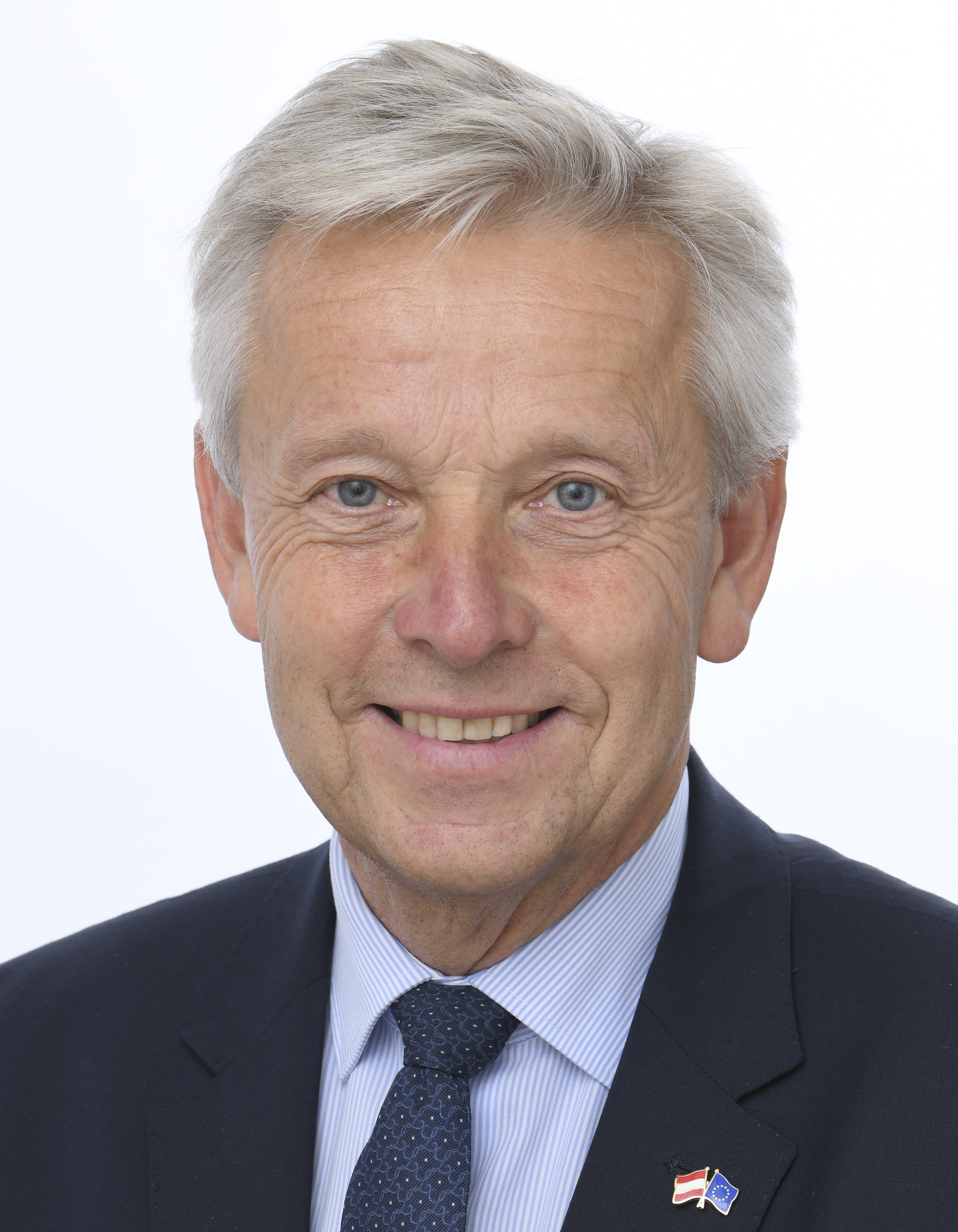
Reinhold Lopatka (* 1960)

- Lopatnikoff, Nikolai (1903–1976), russisch-amerikanischer Komponist, Musikpädagoge und Hochschullehrer
- Lopatny, Ronald (1944–2022), jugoslawischer Wasserballspieler
- Lopato, David (* 1954), amerikanischer Musiker (Jazz, Neue Musik)
- Lopato, Georgi Pawlowitsch (1924–2003), sowjetischer Computerpionier
- Lopatow, Andrei Wjatscheslawowitsch (1957–2022), sowjetischer Basketballspieler
- Lopatta, Kerstin, deutsche Ökonomin
- Lopatynska, Filomena (1873–1940), sowjetisch-ukrainische Schauspielerin und Opernsängerin
- Lopazz, deutscher Musiker und Multimedia-Produzent

### Lope
- Lope Balaguer (1925–2015), dominikanischer Sänger
- Lope Díaz I. de Haro († 1170), baskisch-kastilischer Grundherr, Ritter und Politiker
- Lope Fontagne, Verónica (* 1952), spanische Politikerin (Partido Popular), MdEP
- Lope, Hans-Joachim (* 1939), deutscher Romanist

#### Lopel
- Löpelmann, Martin (1891–1981), deutscher Politiker (NSDAP), MdR, MdL
- Löpèlo Mëlaka († 1937), König der Bubi
- Löpelt, Heiko (* 1965), deutscher Fußballspieler (DDR)

#### Lopen
- Lopena, Anfernee (* 1994), philippinischer Sprinter
- Löpentin, Heinrich Jacob (* 1690), Kurfürstlich Braunschweig-Lüneburgischer Gartenmeister und Orangerie-Gärtner

#### Loper
- Löper, Eugen Friedrich (1801–1865), deutscher Verwaltungsjurist, Richter  und Politiker

#### Lopes
- Lopes Arruda, Marcelino Junior (* 1989), brasilianischer Fußballspieler
- Lopes Cabral, Sidny (* 2002), kap-verdischer Fußballspieler
- Lopes Cançado, Álvaro (1912–1984), brasilianischer Fußballspieler
- Lopes Cezario, Danilo (* 1991), brasilianischer Fußballspieler
- Lopes da Costa, Roberto (* 1966), brasilianischer Beachvolleyballspieler
- Lopes da Cruz, Francisco (* 1941), osttimoresischer Politiker
- Lopes da Cruz, Renaldo (* 1970), brasilianischer Fußballspieler
- Lopes da Silva, José (1872–1962), kap-verdischer Dichter
- Lopes de Almeida, Margarida (* 1896), brasilianische Deklamatorin, Dichterin und Bildhauerin
- Lopes de Faria, Paulo (1931–2009), brasilianischer Geistlicher, römisch-katholischer Erzbischof von Diamantina
- Lopes de Lima, Pablo Diogo (* 1992), brasilianischer Fußballspieler
- Lopes de Mendonça, Henrique (1856–1931), portugiesischer Poet, Texter der Nationalhymne Portugals
- Lopes Dias, Emmy (1919–2005), niederländische Schauspielerin
- Lopes Dias, Joaquim Wladimir (* 1957), brasilianischer Geistlicher, römisch-katholischer Bischof von Lorena
- Lopes Fernandes Braga, Oscar Lino (1931–2020), angolanischer Geistlicher und römisch-katholischer Bischof von Benguela
- Lopes Ferreira, Jéssica de Lima Gonçalves (* 1981), brasilianische Fußballspielerin
- Lopes Mendes, Dirceu (* 1946), brasilianischer Fußballspieler
- Lopes Neto, João Simões (1865–1916), brasilianischer Journalist und Schriftsteller
- Lopes Patey, Lilje (* 2007), norwegische Leichtathletin
- Lopes Pedro, Jone (* 1990), deutsch-angolanischer Basketballspieler
- Lopes Ricci, Luiz Antônio (* 1966), brasilianischer Geistlicher und römisch-katholischer Bischof von Itapetininga
- Lopes Rocha, Valmiro (* 1981), spanischer Fußballspieler
- Lopes Silva, Marco Tulio (* 1981), brasilianischer Fußballspieler
- Lopes Vieira, Afonso (1878–1946), portugiesischer Schriftsteller
- Lopes Vieira, Deolinda (1888–1993), portugiesische Grundschullehrerin, feministische und anarchosyndikalistische Aktivistin
- Lopes, Alexandre (* 1974), brasilianischer Fußballspieler
- Lopes, Amaro († 1992), portugiesischer Fußballspieler
- Lopes, Américo (1933–2023), portugiesischer Fußballspieler
- Lopes, Anderson (* 1993), brasilianischer Fußballspieler
- Lopes, Anthony (* 1990), portugiesischer Fußballspieler
- Lopes, Antonio Fernandes (* 1980), portugiesischer Unternehmer und Produzent
- Lopes, Antônio Francisco Bonfim (* 1976), brasilianischer Drogenhändler
- Lopes, Antonio Maher (* 1965), osttimoresischer Politiker
- Lopes, Armando dos Santos (* 1966), osttimoresischer Politiker
- Lopes, Armindo Teixeira (1905–1976), portugiesischer Maler
- Lopes, Assis (* 1931), brasilianischer Geistlicher, emeritierter Weihbischof in São Sebastião do Rio de Janeiro
- Lopes, Bárbara (* 2002), portugiesische Fußballspielerin
- Lopes, Bernardo (* 1955), osttimoresischer Lehrer, Unabhängigkeitskämpfer und Beamter
- Lopes, Bertina (1924–2012), mosambikanisch-italienische Malerin und Bildhauerin
- Lopes, Breno (* 1990), brasilianischer Fußballspieler
- Lopes, Breno (* 1996), brasilianischer Fußballspieler
- Lopes, Brian (* 1971), kalifornischer Mountainbikefahrer
- Lopes, Bruno (* 1966), französischer Rapper und Pokerspieler
- Lopes, Bruno Henrique (* 1995), brasilianischer Fußballspieler
- Lopes, Carlos (* 1947), portugiesischer Langstreckenläufer und Olympiasieger
- Lopes, Carlos da Silva (* 1965), osttimoresischer Politiker
- Lopes, Daniel (* 1976), deutscher PopsängerDaniel Lopes (* 1976)

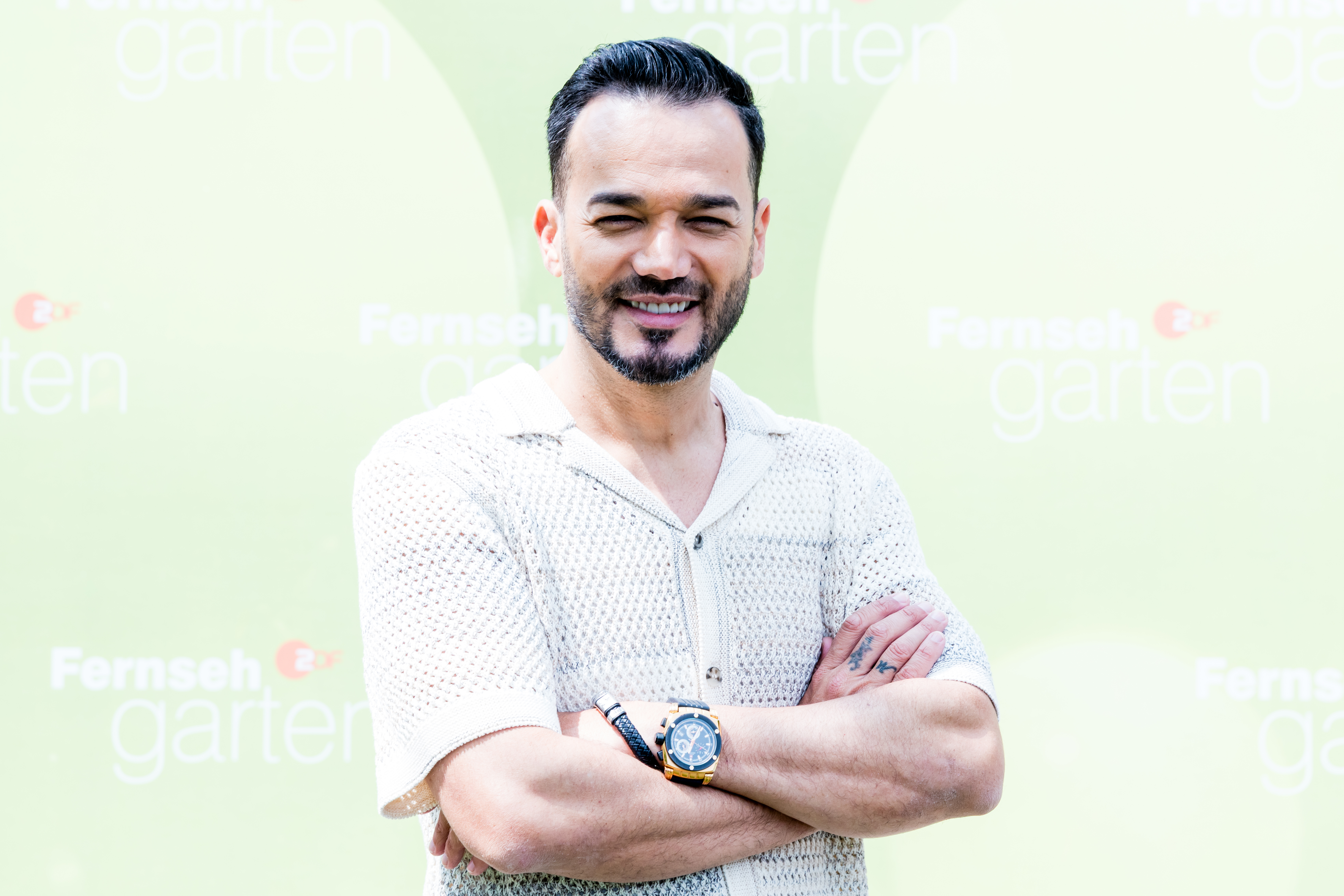
Daniel Lopes (* 1976)

- Lopes, David (1867–1942), portugiesischer Romanist, Lusitanist, Arabist und Historiker
- Lopes, Diego (* 1994), brasilianischer Fußballspieler
- Lopes, Dora (1922–1983), brasilianische Sängerin und Komponistin der Bossa Nova
- Lopes, Duarte, portugiesischer Kaufmann und Seefahrer, Afrikareisender und Kartograph
- Lopes, Ernâni (1942–2010), portugiesischer Diplomat und Politiker
- Lopes, Éverton (* 1988), brasilianischer Boxer
- Lopes, Fátima (* 1965), portugiesische Modedesignerin
- Lopes, Felipe (* 1987), brasilianisch-portugiesischer Fußballspieler
- Lopes, Fernando (1935–2012), portugiesischer Filmregisseur
- Lopes, Fernando (1964–2020), angolanischer Schwimmer
- Lopes, Fernão († 1460), portugiesischer Historiker
- Lopes, Fernão († 1545), erster Dauerbewohner von St. Helena
- Lopes, Francisco Expedito (1914–1957), brasilianischer Geistlicher und römisch-katholischer Bischof von Garanhuns
- Lopes, Gilberto Pereira (* 1927), brasilianischer Geistlicher, römisch-katholischer Alterzbischof von Campinas
- Lopes, Gilmar (* 1989), brasilianischer Leichtathlet
- Lopes, Gregorio, portugiesischer Maler
- Lopes, Hana Sofia, luxemburgisch-portugiesische SchauspielerinHana Sofia Lopes

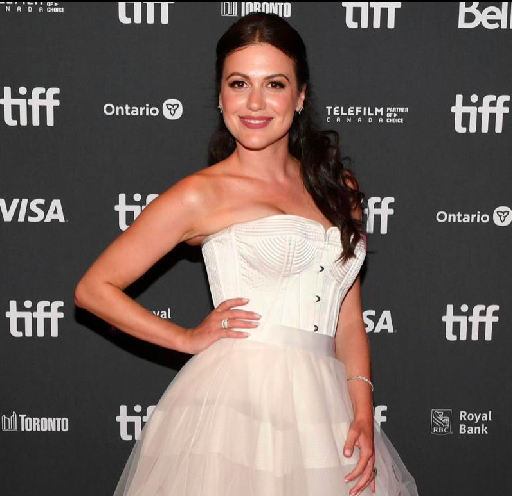
Hana Sofia Lopes

- Lopes, Héber (* 1972), brasilianischer Fußballschiedsrichter
- Lopes, Hélder, osttimoresischer Beamter und Politiker
- Lopes, Hélder (1975–2017), osttimoresischer Politiker und Gewerkschaftler
- Lopès, Henri (1937–2023), kongolesischer Schriftsteller, Diplomat und Politiker
- Lopes, Henry, 3. Baron Roborough (1940–2015), britischer Peer und Politiker
- Lopes, Hermenegildo, osttimoresischer Politiker und Diplomat
- Lopes, Ivo (* 1996), portugiesischer Motorradrennfahrer
- Lopes, Jaime Xavier, osttimoresischer Politiker
- Lopes, Jekaterina Jewgenjewna (* 1987), russische Tennisspielerin
- Lopes, Jhennifer (* 2000), brasilianische Handballspielerin
- Lopes, Joaquim Ferreira (* 1949), portugiesischer Geistlicher, emeritierter römisch-katholischer Bischof von Viana
- Lopes, José Azeredo (* 1961), portugiesischer Politiker und Jurist
- Lopes, José Leite (1918–2006), brasilianischer theoretischer Physiker
- Lopes, José Ubiratan (* 1947), brasilianischer Ordensgeistlicher, römisch-katholischer Bischof von Itaguaí
- Lopes, Joseias (* 1964), brasilianischer Kommunalpolitiker
- Lopes, Julio Herbert (1954–2019), kap-verdischer Diplomat und Politiker
- Lopes, Júnior (* 1987), brasilianischer Fußballspieler
- Lopes, Leila (* 1986), angolanische Schönheitskönigin und Miss Universe 2011Leila Lopes (* 1986)

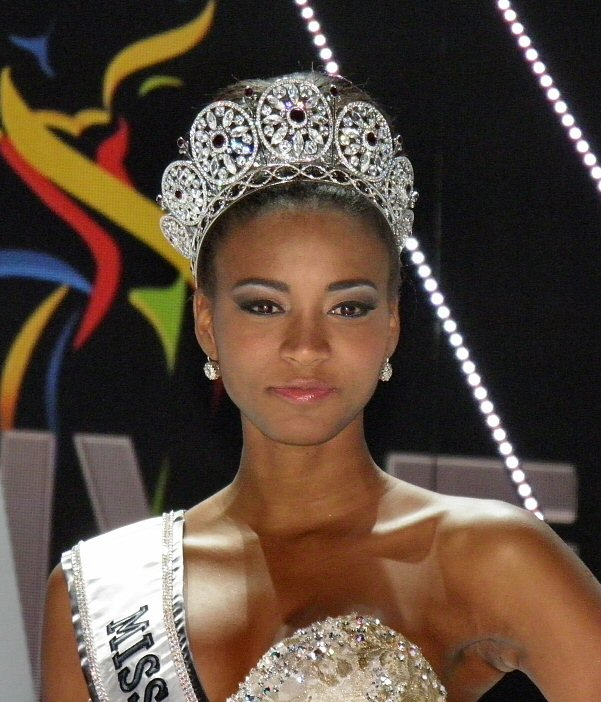
Leila Lopes (* 1986)

- Lopes, Lidiane (* 1994), kap-verdische Sprinterin
- Lopes, Lisa (1971–2002), US-amerikanische Sängerin, Rapperin und Mitglied des R&B-Trios TLC
- Lopes, Lourenço, Gouverneur von Portugiesisch-Timor
- Lopes, Luís (* 2000), kap-verdischer Fußballspieler
- Lopes, Magnus Henrique (* 1965), brasilianischer Ordensgeistlicher, römisch-katholischer Bischof von Crato
- Lopes, Manuel Gil Teixeira (1936–2022), portugiesischer Maler und Hochschullehrer
- Lopes, Márcia (* 2001), kap-verdische rhythmische Sportgymnastin
- Lopes, Marcy Cláudio (* 1981), angolanischer Politiker und Rechtswissenschaftler
- Lopes, Maria Laura Moura Mouzinho Leite (1917–2013), brasilianische Mathematikerin und Hochschullehrerin
- Lopes, Mariana (* 1994), portugiesische Handballspielerin
- Lopes, Marlon de Souza (* 1976), brasilianischer Fußballspieler
- Lopes, Massey (1818–1908), britischer konservativer Politiker
- Lopes, Massey, 2. Baron Roborough (1903–1992), britischer Peer, Politiker und Offizier
- Lopes, Miguel (* 1986), portugiesischer Fußballspieler
- Lopes, Nuno (* 1978), portugiesischer SchauspielerNuno Lopes (* 1978)

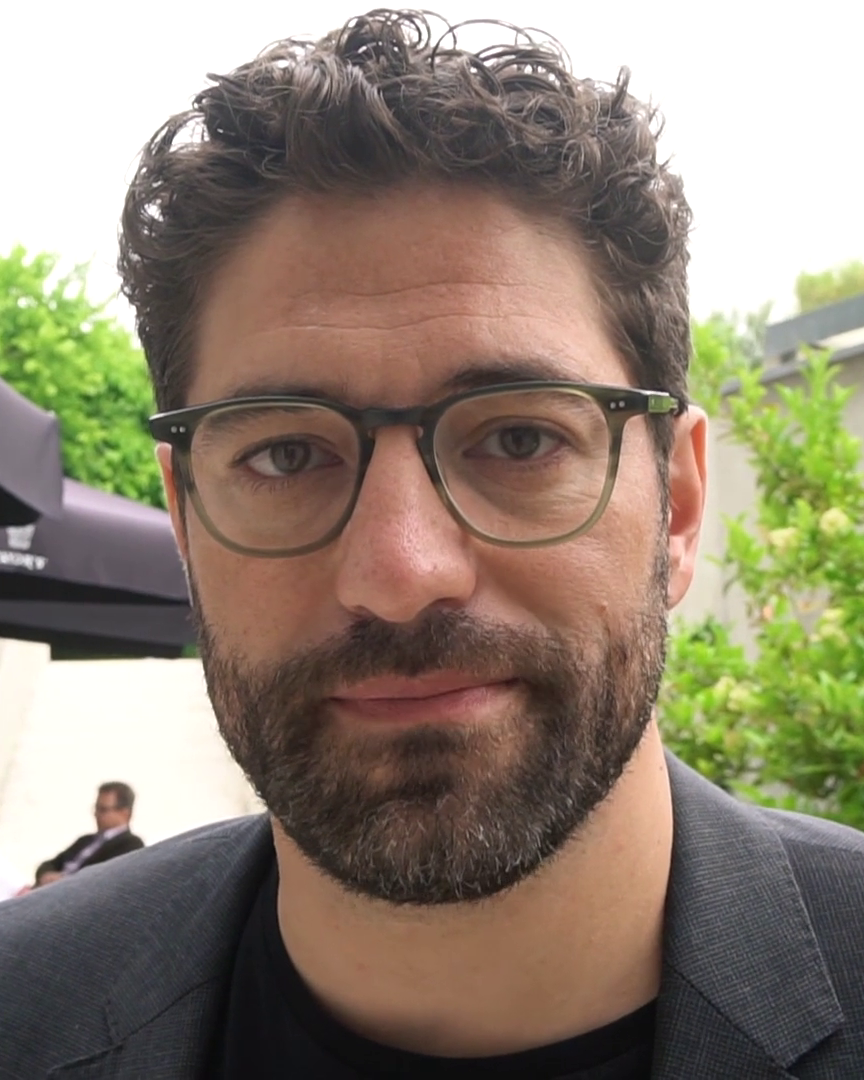
Nuno Lopes (* 1978)

- Lopes, Nuno Craveiro (1921–1972), portugiesischer Architekt
- Lopes, Óscar (1917–2013), portugiesischer Romanist und Lusitanist
- Lopes, Paulo (* 1978), portugiesischer Fußballspieler
- Lopes, Pedro Carlos de Aguiar Craveiro (* 1834), portugiesischer Marineoffizier und Kolonialverwalter
- Lopes, Pedro Gabriel Pereira (* 1999), brasilianischer Fußballspieler
- Lopes, Pedro Miguel (* 1975), portugiesischer Radsportler
- Lopes, Ricardo (* 1990), brasilianischer Fußballspieler
- Lopes, Roberto (* 1992), kap-verdischer Fußballspieler
- Lopes, Roderigo (1525–1594), Leibarzt der englischen Königin Elisabeth I. Tudor
- Lopes, Rony (* 1995), portugiesisch-brasilianischer Fußballspieler
- Lopes, Rosaly (* 1957), brasilianische Weltraumgeologin und Vulkanologin
- Lopes, Rui Emiliano Teixeira, indonesisch-osttimoresischer Politiker und Verwaltungsbeamter
- Lopes, Sabra, deutsche Opernsängerin (Mezzosopran), Sprecherin und Gesangspädagogin
- Lopes, Selma (* 1928), brasilianische Schauspielerin und Synchronsprecherin
- Lopes, Sonia (* 1972), portugiesische Badmintonspielerin
- Lopes, Steven Joseph (* 1975), US-amerikanischer Geistlicher, Ordinarius des Personalordinariats Kathedra Petri
- Lopes, Tiago Jorge Oliveira (* 1989), portugiesischer Fußballspieler
- Lopes, Victor (* 1964), deutsch-portugiesischer Fußballspieler
- Lopes, Victória (* 1999), brasilianische Beachvolleyballspielerin
- Lopes, Vinícius (* 1988), brasilianischer Fußballspieler
- Lopes, Wagner (* 1969), brasilianisch-japanischer Fußballspieler
- Lopes-Graça, Fernando (1906–1994), portugiesischer Komponist
- Lopes-Schliep, Priscilla (* 1982), kanadische Hürdenläuferin

#### Lopet
- Lopetegui, Julen (* 1966), spanischer Fußballtorhüter und -trainerJulen Lopetegui (* 1966)

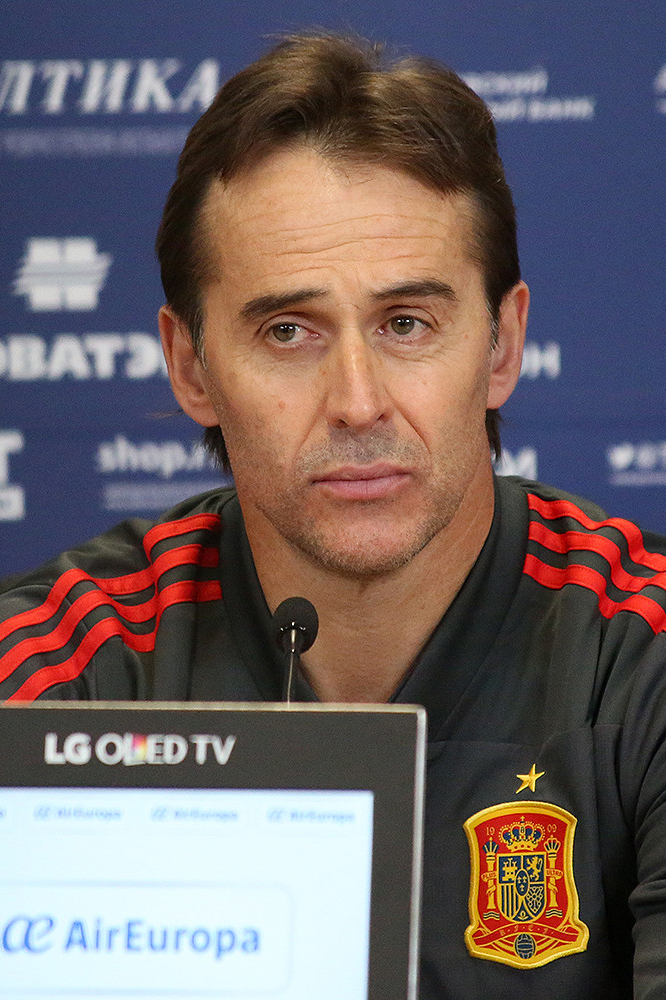
Julen Lopetegui (* 1966)

#### Lopez

##### Lopez A
- López Acea, Lázara Mercedes (* 1964), kubanische Forstingenieurin und Politikerin (PCC)
- López Aguilar, Juan Fernando (* 1961), spanischer Politiker, MdEP
- López Alavez, José (1889–1974), mexikanischer Komponist
- López Alcocer, Everardo (1916–1968), mexikanischer Geistlicher, römisch-katholischer Bischof von Autlán
- López Alfaro, Luis Manuel (* 1963), mexikanischer römisch-katholischer Geistlicher, Bischof von Tapachula
- López Alonzo, Santos, Soldat der guatemaltekischen Kaibiles-Spezialeinheit
- López Alvarado, Héctor (* 1970), mexikanischer Geistlicher, römisch-katholischer Weihbischof in Guadalajara
- López Ardón, Rubén (* 1934), nicaraguanischer Geistlicher, emeritierter römisch-katholischer Bischof von Estelí
- López Arellano, Oswaldo (1921–2010), honduranischer Politiker
- López Arnaiz, Patricia (* 1981), spanische Schauspielerin
- López Aviña, Antonio (1915–2004), mexikanischer Geistlicher, katholischer Bischof
- López Azcuy, Liván (* 1982), kubanischer Ringer

##### Lopez B
- López Báez, Henry (* 1967), uruguayischer Fußballspieler
- López Barrio, Cristina (* 1970), spanische Autorin und Rechtsanwältin
- López Benítez, Osmar (* 1975), paraguayischer römisch-katholischer Geistlicher, Bischof von San Juan Bautista de las Misiones
- López Bermejo, Paloma (* 1962), spanische Politikerin (UI), MdEP
- López Bermúdez, José († 1971), mexikanischer Politiker
- López Borja, Nathaly (1987–2023), ecuadorianische Wirtschafts- und Finanzingenieurin
- López Borrego, Miguel Ángel (* 1965), deutsch-spanischer ManagerMiguel Ángel López Borrego (* 1965)

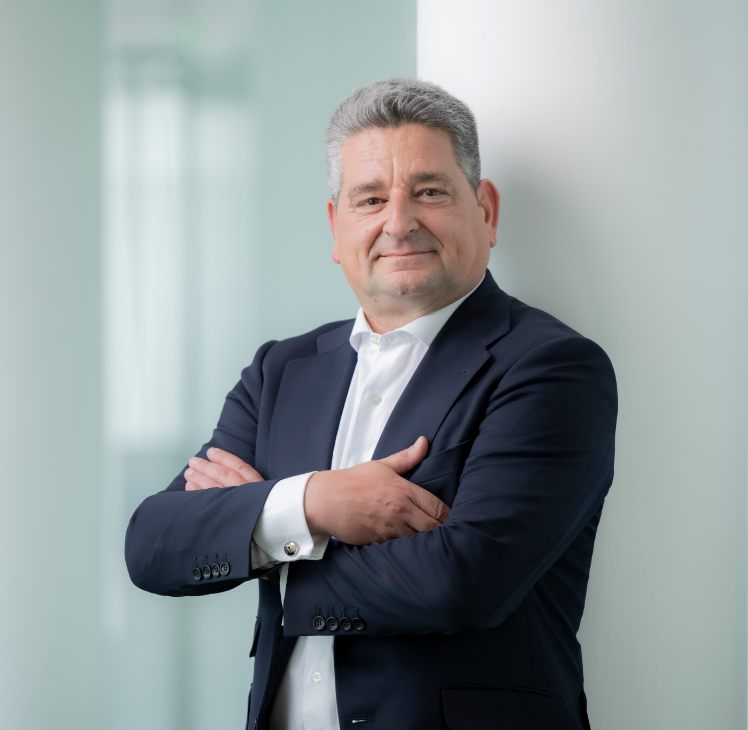
Miguel Ángel López Borrego (* 1965)

- López Bruzos, Alicia (* 1993), spanische Genetikerin
- López Buchardo, Carlos (1881–1948), argentinischer Komponist, Pianist und Musikpädagoge
- López Buchardo, Próspero (1883–1964), argentinischer Cellist und Komponist

##### Lopez C
- López Caro, Juan Ramón (* 1963), spanischer Fußballtrainer
- López Carril, Jesús (* 1949), spanischer Radrennfahrer
- López Carril, Vicente (1942–1980), spanischer Radrennfahrer
- López Carrozas, Ramón (1937–2018), spanischer Geistlicher und römisch-katholischer Bischof von Bom Jesus do Gurguéia
- López Castillo, Antonio José (1945–2021), venezolanischer Geistlicher und römisch-katholischer Erzbischof von Barquisimeto
- López Castro, Laura (* 1980), deutsche Sängerin
- López Cervantes, Pamela (* 1994), mexikanische Tennisspielerin
- López Charretón, Susana (* 1957), mexikanische Virologin
- López Cobos, Jesús (1940–2018), spanischer Dirigent
- López Colomé, Ana María (* 1944), mexikanische Biochemikerin und Hochschullehrerin
- López Contreras, Carlos (* 1942), honduranischer Politiker und Diplomat
- López Contreras, Eleazar (1883–1973), Präsident von Venezuela

##### Lopez D
- López de Aguirrebengoa, Pedro (* 1936), spanischer Diplomat
- López de Andújar, Joaquín María (* 1942), spanischer Geistlicher und emeritierter römisch-katholischer Bischof von Getafe
- López de Arriortúa, José Ignacio (* 1941), baskischer AutomobilmanagerJosé Ignacio López de Arriortúa (* 1941)

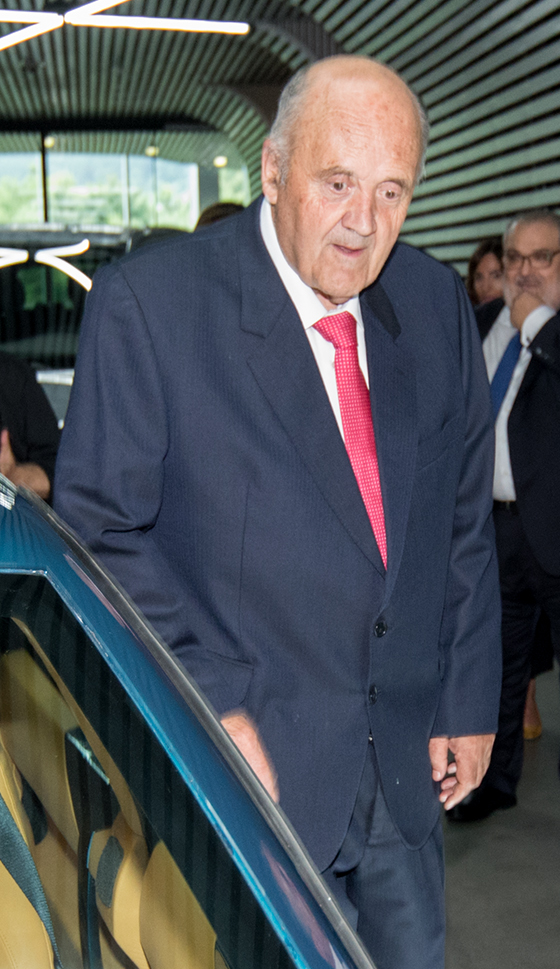
José Ignacio López de Arriortúa (* 1941)

- López de Ayala, Adelardo (1828–1879), spanischer Dichter und Politiker
- López de Ayala, Pilar (* 1978), spanische Filmschauspielerin
- López de Cárdenas, García, spanischer Entdecker und Konquistador
- López de Carrillo, María Ygnacia (1793–1849), Landwirtin und Landbesitzerin
- López de Carvajal, Bernardino (1456–1523), spanischer Kardinal
- López de Cogolludo, Diego (1613–1665), spanischer Franziskanermissionar und Geschichtsschreiber
- López de Gámiz, Pedro (1528–1588), Holzbildhauer der spanischen Renaissance
- López de Gómara, Francisco, spanischer Geschichtsschreiber
- López de Haro, Gonzalo (1760–1823), spanischer Seefahrer, Kartograf und Entdecker
- López de Lama, Jesús Agustín (1929–2023), spanischer Ordensgeistlicher, römisch-katholischer Prälat von Corocoro
- López de Legazpi, Miguel (1502–1572), spanischer Conquistador
- López de Maturana, Margarita María (1884–1934), spanische katholische Ordensschwester
- López de Mendoza y Quiñones, Íñigo († 1515), spanischer Adliger und Politiker
- López de Romaña, Alejandro (1846–1917), peruanischer Politiker und Jurist, Premierminister
- López de Romaña, Eduardo (1847–1912), peruanischer Politiker, Präsident von Peru (1899–1903)
- López de Salamanca, Juan († 1479), spanischer Theologe und Dominikaner
- López de Segura, Ruy (1530–1580), spanischer Schachspieler und PriesterRuy López de Segura (1530–1580)

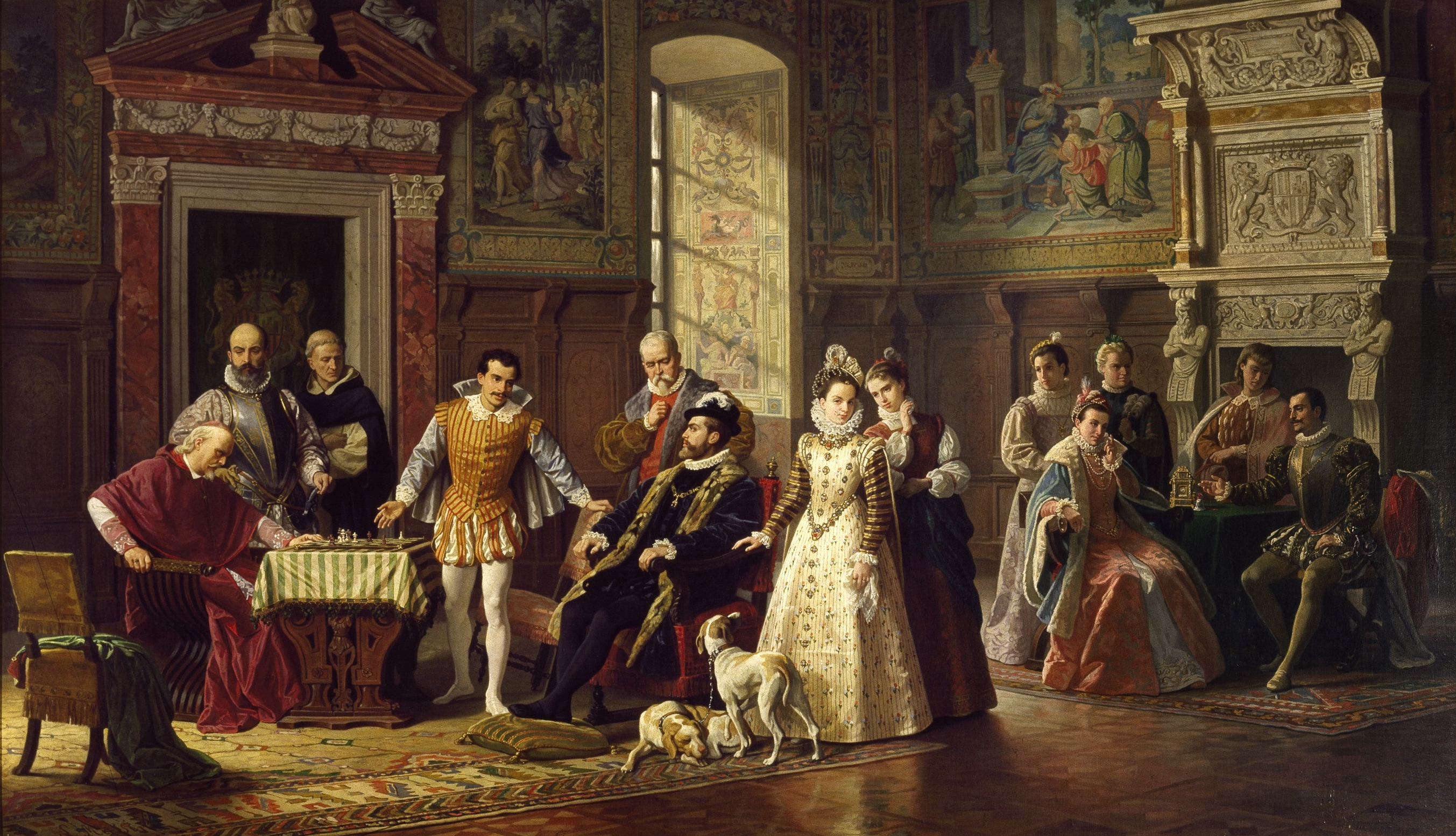
Ruy López de Segura (1530–1580)

- López de Silanes, Carlos (* 1970), mexikanischer Fußballspieler und -trainer
- López de Silanes, Florencio, mexikanischer Wirtschaftswissenschaftler und Hochschullehrer
- López de Uralde, Juan (* 1963), spanischer Ökologe und Politiker
- López de Villalobos, Ruy († 1546), spanischer Entdecker
- López de Zárate, Juan (1490–1555), spanischer Geistlicher, Bischof in Neuspanien
- López de Zúñiga y Meneses, Francisco (1599–1655), spanischer Soldat und Gouverneur von Chile
- López de Zúñiga y Velasco, Diego († 1564), spanischer Offizier, Vizekönig von Peru
- López Díaz, Carlos (* 1983), spanischer Triathlet
- López Dittert, Daniel (* 1986), spanisch-deutscher Basketballspieler
- López Domínguez, José (1829–1911), spanischer General und Ministerpräsident
- López Duque, Olavio (1932–2013), kolumbianischer Bischof und Apostolischer Vikar von Casanare
- López Durán, Tomás (* 1961), mexikanischer Geistlicher, Weihbischof in Puebla de los Ángeles

##### Lopez E
- Lopez Echegoyen, Eva, deutsche Filmeditorin
- López Estrada, Manuel Pío (1891–1971), mexikanischer Geistlicher, römisch-katholischer Erzbischof von Jalapa

##### Lopez F
- López Felipe, Ricardo (* 1971), spanischer Fußballspieler
- López Fernández, Alberto (* 1969), spanischer Fußballtorhüter
- López Fernández, Javier (* 1985), spanischer Politiker
- López Fitoria, Leovigildo (1927–2016), nicaraguanischer Ordensgeistlicher, Bischof von Granada
- López Furst, Ruben (1937–2000), argentinischer Jazzmusiker und Komponist

##### Lopez G
- López García, Álvaro (1941–2019), spanischer Astronom und Asteroidenentdecker
- López García, Antonio (* 1936), spanischer Maler und Bildhauer
- López García, David (* 1981), spanischer Radrennfahrer
- López García, Santiago (* 1996), spanischer Handballspieler
- López Gómez, Raúl (* 1993), mexikanischer Fußballspieler
- López Guerrero, José Antonio (* 1962), spanischer Virologe
- López Gutiérrez, Juan (* 1830), Kriegsminister von Honduras
- López Gutiérrez, Rafael (1855–1924), honduranischer Präsident (1920–1924)

##### Lopez H
- López Habas, Antonio (* 1957), spanischer Fußballspieler und -trainer
- López Heredia, Irene (1894–1962), spanische Theater- und Filmschauspielerin
- López Hernández, Claudia (* 1970), kolumbianische PolitikerinClaudia López Hernández (* 1970)

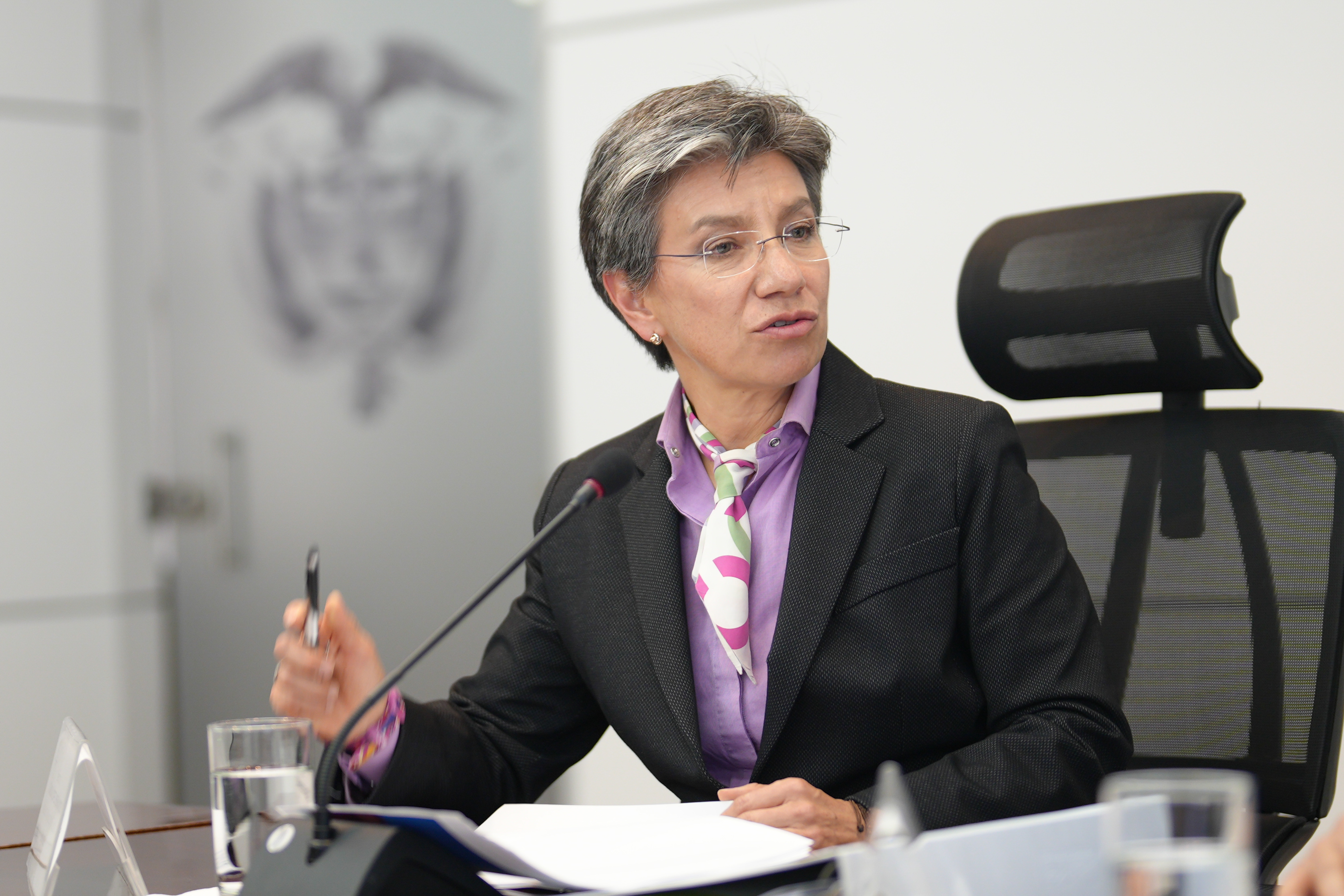
Claudia López Hernández (* 1970)

- López Hernández, Francisco (1932–2017), spanischer Bildhauer und Zeichner
- López Hernández, Ignacio (1910–1988), mexikanischer Unternehmer und Fußballfunktionär
- López Hernández, Óscar (* 1980), spanischer Fußballspieler
- López Herranz, Antonio (1913–1959), spanischer Fußballspieler und -trainer
- López Herrero, Marta (* 1990), spanische Handballspielerin
- López Huesca, Carlos Daniel (* 1990), spanischer Fußballspieler
- López Hurtado, Héctor Julio (* 1941), kolumbianischer Ordensgeistlicher, römisch-katholischer Bischof von Girardot
- López Hurtado, José Miguel (1918–2009), kolumbianischer Apostolischer Präfekt von Guapi

##### Lopez I
- López Irías, Virgilio (1937–2004), honduranischer Ordensgeistlicher, römisch-katholischer Bischof von Trujillo
- López Iturriaga, Juan Manuel (* 1959), spanischer Basketballspieler

##### Lopez J
- López Jaén, Miguel Ángel (* 1982), spanischer Tennisspieler
- López Jiménez, Ángel (* 1955), spanischer Amateurastronom und Asteroidenentdecker
- López Jiménez, Esperanza (* 1992), spanische Handballspielerin
- López Jiménez, Soledad (* 1992), spanische Handballspielerin
- López Júlvez, Pilar (1912–2008), spanische Tänzerin, Choreografin und Tanzlehrerin

##### Lopez L
- López Lara, José (1927–1987), mexikanischer Geistlicher, römisch-katholischer Bischof von San Juan de los Lagos
- López Larrave, Mario (1929–1977), guatemaltekischer Rechtswissenschaftler, Hochschullehrer und Arbeitsrechtsanwalt
- López Latorre, José (1922–2011), chilenischer Fußballspieler
- López Lira, José (1892–1965), mexikanischer Jurist, Politiker und Rektor der Universidad Nacional Autónoma de México
- López Llorente, Casimiro (* 1950), spanischer Geistlicher, Bischof von Segorbe-Castellón de la Plana
- López Londoño, José Roberto (1937–2018), kolumbianischer Geistlicher und römisch-katholischer Bischof von Jericó
- López López, Joaquín María (1798–1855), Ministerpräsident von Spanien
- López López, José Manuel (* 1956), spanischer Musikwissenschaftler und Hochschullehrer
- López López, José Raúl (1968–2010), kubanischer Fußballspieler
- López Luján, Leonardo (* 1964), mexikanischer Archäologe

##### Lopez M
- López Marañón, Gonzalo (1933–2016), katholischer Bischof und Apostolischer Vikar von San Miguel de Sucumbíos
- López Martín, Julián (* 1945), spanischer Geistlicher und römisch-katholischer Bischof von León
- López Martínez, Carmen (* 2005), spanische Tennisspielerin
- López Martínez, Nicolás (1925–2006), spanischer katholischer Theologe, Historiker und Kleriker
- López Mateos, Adolfo (1910–1969), mexikanischer Präsident
- López Mateos, Raymundo (1932–2000), mexikanischer Ordensgeistlicher, römisch-katholischer Bischof von Ciudad Victoria
- López Mauléon, Jesús María (* 1955), spanischer Ordensgeistlicher und römisch-katholischer Prälat von Alto Xingu-Tucumã
- López Mayorga, Raúl Holguer (* 1926), ecuadorianischer Geistlicher, Altbischof von Latacunga
- López Mejía, José Luis (* 1955), mexikanischer Fußballspieler
- López Meneses, Jesús (* 1971), mexikanischer Fußballspieler
- López Michelsen, Alfonso (1913–2007), kolumbianischer Jurist und Präsident Kolumbiens (1974–1978)Alfonso López Michelsen (1913–2007)

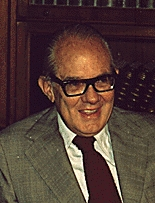
Alfonso López Michelsen (1913–2007)

- López Miera, Álvaro (* 1943), kubanischer Korpsgeneral und Politiker
- López Miró, Sergio (* 1968), spanischer Schwimmer
- López Moctezuma, Carlos (1909–1980), mexikanischer Schauspieler
- López Moctezuma, Juan (1932–1995), mexikanischer Filmregisseur, Produzent, Drehbuchautor und Schauspieler
- López Monroy, José Luis (* 1979), mexikanischer Fußballspieler
- López Montaña, Jorge (* 1978), spanischer Fußballspieler
- López Moreno, Carolina (* 1991), albanisch-bolivianische Opernsängerin in Deutschland
- López Morón, Álex (* 1970), spanischer Tennisspieler

##### Lopez N
- López Navarro, Emilio (* 1986), mexikanischer Fußballspieler
- López Nieto, Antonio (* 1958), spanischer Fußballschiedsrichter

##### Lopez O
- López Obrador, Andrés Manuel (* 1953), mexikanischer PolitikerAndrés Manuel López Obrador (* 1953)

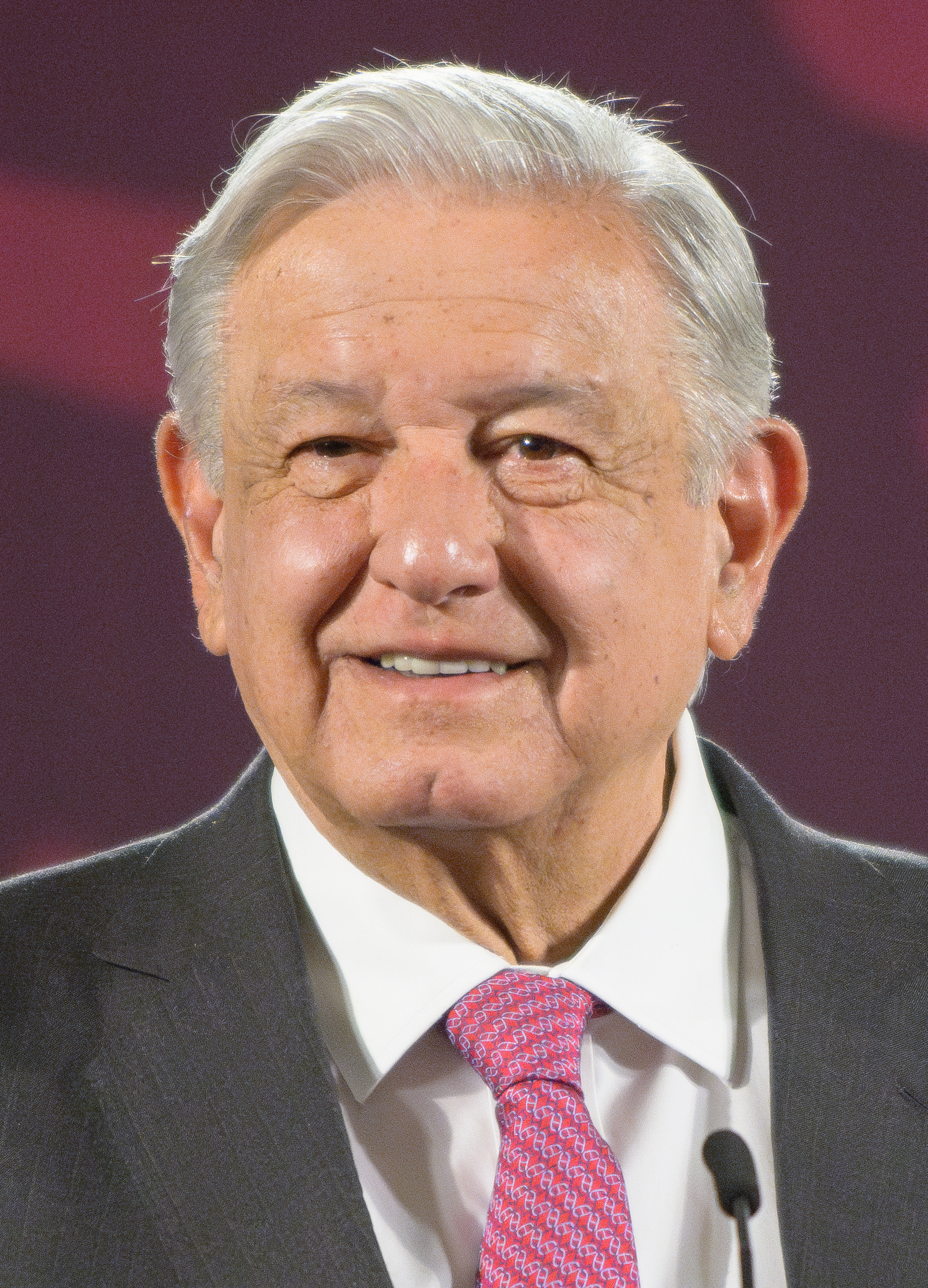
Andrés Manuel López Obrador (* 1953)

- López Obregón, Clara (* 1950), kolumbianische Wirtschaftswissenschaftlerin, Juristin und Politikerin
- López Ochoa, Eduardo (1877–1936), spanischer General
- López Ojeda, Antonio (* 1989), mexikanischer Fußballspieler
- López Olascoaga, José Luis (* 1964), mexikanischer Fußballtorhüter
- López Oliván, Julio (1891–1964), spanischer Diplomat und internationaler Jurist

##### Lopez P
- López Pacheco, Jesús (1930–1997), spanischer Schriftsteller
- López Peña, Francisco Javier (1958–2013), spanischer Terrorist, ETA-Mitglied
- López Pérez, Enrique (* 1991), spanischer Tennisspieler
- López Pérez, Rigoberto (1929–1956), nicaraguanischer Dichter und Attentäter
- López Piña, Jessica Maria, venezolanische Diplomatin
- López Pineda, Julián (1882–1959), honduranischer Diplomat
- López Plaza, Fidencio (* 1950), mexikanischer Geistlicher, römisch-katholischer Bischof von Querétaro
- López Portillo, José (1920–2004), mexikanischer Politiker, Präsident Mexikos
- López Pumarejo, Alfonso (1886–1959), kolumbianischer Politiker, Präsident von Kolumbien (1934–1938 und 1942–1945)

##### Lopez Q
- López Quintana, Pedro (* 1953), spanischer Geistlicher, römisch-katholischer Erzbischof und Diplomat des Heiligen Stuhls

##### Lopez R
- López Rayón, Ignacio (1773–1832), mexikanischer Unabhängigkeitskämpfer
- López Rekarte, Aitor (* 1975), spanischer Fußballspieler
- López Requena, José Venancio (1791–1863), guatemaltekischer Präsident
- López Rey, Cayetana (* 2005), spanische Volleyballspielerin
- López Riaño, Idoia (* 1963), spanische Terroristin
- López Riera, Elena (* 1982), spanische Filmregisseurin und Künstlerin
- López Rodríguez, Adrián (* 1987), spanischer Fußballspieler
- López Rodríguez, José Manuel (* 1940), spanischer Radrennfahrer
- López Rodríguez, Nicolás de Jesús (* 1936), dominikanischer Geistlicher, Kardinal und emeritierter Erzbischof von Santo Domingo
- López Romero, Cristóbal (* 1952), spanischer Ordensgeistlicher und römisch-katholischer Erzbischof von Rabat
- López Ruiz, Jorge (1935–2018), argentinischer Jazzmusiker sowie Komponist und Arrangeur
- López Ruiz, Oscar (1938–2021), argentinischer Jazzmusiker (Gitarre) und Komponist

##### Lopez S
- López Salazar, Jaime (1949–1974), mexikanischer Fußballspieler
- López Salgado, Horacio (* 1948), mexikanischer Fußballspieler
- López San Martín, Álvaro (* 1997), spanischer Tennisspieler
- López Sánchez, Juan (1900–1972), spanischer Bauarbeiter, Syndikalist und Politiker
- López Segú, Sergi (1967–2006), spanischer Fußballspieler
- López Seoane, Víctor (1832–1900), spanischer Zoologe und Mediziner, Hochschullehrer
- López Soto, Juan Guillermo (1947–2021), mexikanischer Geistlicher, römisch-katholischer Bischof von Cuauhtémoc-Madera

##### Lopez T
- López Trigo, Manuel Enrique (* 1945), costa-ricanischer Diplomat
- López Trujillo, Alfonso (1935–2008), kolumbianischer Geistlicher, Kardinal und Erzbischof von Medellín

##### Lopez U
- López Ufarte, Roberto (* 1958), marokkanisch-spanischer Fußballspieler

##### Lopez V
- López Vallejo, Javier (* 1975), spanischer Fußballspieler
- López Vázquez, José Luis (1922–2009), spanischer Schauspieler
- López Velasco, Miguel Ángel († 2011), mexikanischer Journalist
- López Villaseñor, Gerardo (* 1995), mexikanischer Tennisspieler

##### Lopez Y
- López y Fuentes, Gregorio (1897–1966), mexikanischer Autor
- López y Guerra, Humberto (* 1942), kubanisch-schwedischer Schriftsteller, Filmschaffender und Journalist
- López y Planes, Vicente (1785–1856), argentinischer Schriftsteller und Präsident von Argentinien (1827)
- López y Portaña, Vicente (1772–1850), spanischer Maler
- López y Valles, Carlos (1887–1942), mexikanischer Schauspieler
- López y Vicuña, Vicenta María (1847–1890), spanische Ordensgründerin und Heilige der katholischen Kirche

##### Lopez Z
- López Zapiain, Gabriel (1943–2018), mexikanischer Fußballspieler
- López Zarza, Enrique (* 1957), mexikanischer Fußballspieler

##### Lopez,
- López, Adalberto (1923–1996), mexikanischer Fußballspieler
- Lopez, Adam (* 1972), australischer Popmusiker, Sänger und Gesangslehrer
- López, Adamari (* 1971), puerto-ricanische Schauspielerin und Fernsehmoderatorin
- López, Adeodato (1906–1957), mexikanischer Fußballspieler
- López, Adrián (* 1988), spanischer Fußballspieler
- López, Ahmed (* 1984), kubanischer Bahnradsportler
- Lopez, Al (1908–2005), US-amerikanischer Baseballspieler und -manager
- López, Alejandro (* 1989), argentinischer Fußballspieler
- López, Álex (* 1997), spanischer Fußballspieler
- López, Alexandra (* 1989), spanische Fußballspielerin
- López, Alfonso (* 1953), panamaischer Boxer im Fliegengewicht
- Lopez, Alfonso (* 1968), osttimoresischer und Generalstaatsanwalt
- Lopez, Alfredo (* 1949), Aktivist, Autor, Medienproduzent, Lehrer und Organisator in Brooklyn, New York
- Lopez, Alina (* 1995), US-amerikanische Pornodarstellerin
- López, Aliuska (* 1969), spanische Hürdenläuferin kubanischer Herkunft
- López, Alonso (* 2001), spanischer Motorradrennfahrer
- López, Andoni (* 1996), spanischer Fußballspieler
- López, Andrés (* 1992), mexikanischer Badmintonspieler
- López, Ángel (* 1981), spanischer Fußballspieler
- López, Aníbal (1964–2014), guatemaltekischer Fotograf und Videokünstler
- López, Anselmo (1910–2004), spanischer Basketballspieler, -trainer und Sportfunktionär
- Lopez, Antonio (1943–1987), US-amerikanischer Modezeichner
- López, Antonio (* 1981), spanischer Fußballspieler
- Lopez, Antony (* 1987), britischer Dartspieler
- López, Arcadio (1910–1972), argentinischer Fußballspieler
- López, Arlen (* 1993), kubanischer Boxer
- López, Arturo, mexikanischer Fußballspieler
- López, Atilio (1925–2016), paraguayischer Fußballspieler
- López, Barbara (* 1991), argentinische Speerwerferin
- Lopez, Barry (1945–2020), US-amerikanischer Ethnologe, Fotograf und Autor
- López, Belisario, mexikanischer Fußballspieler und -trainer
- López, Borja (* 1994), spanischer Fußballspieler
- Lopez, Brandon (* 1988), US-amerikanischer Jazzmusiker
- Lopez, Brayan (* 1997), italienischer Sprinter
- Lopez, Brook (* 1988), US-amerikanischer BasketballspielerBrook Lopez (* 1988)

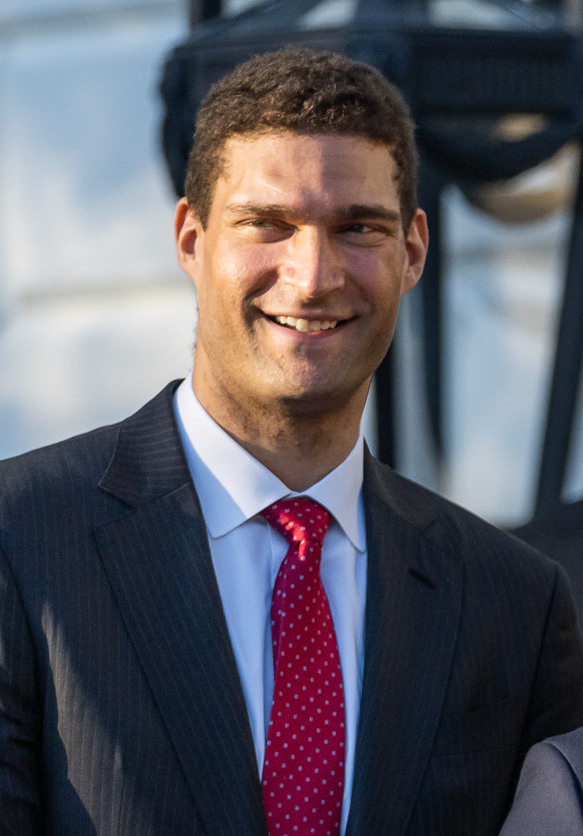
Brook Lopez (* 1988)

- López, Bryan (* 1988), guatemaltekischer Fußballschiedsrichter
- López, Cándida (1936–2013), spanische Schauspielerin
- López, Cándido (1840–1902), argentinischer Maler der naiven Kunst
- López, Carlos (1981–2018), mexikanischer Radrennfahrer
- López, Carlos Antonio (1790–1862), paraguayischer Politiker und Präsident von Paraguay (1844–1862)
- López, Carola (* 1982), argentinische Taekwondoin
- López, Charo (* 1943), spanische Schauspielerin
- Lopez, Christian (* 1953), französischer Fußballspieler und -trainer
- López, Claudio (* 1974), argentinischer Fußballspieler
- López, Constantino, mexikanischer Fußballspieler
- López, Cristina (* 1982), salvadorianische Geherin
- López, Daniel (* 1969), chilenischer Fußballspieler
- López, Daniel Alejandro (* 1989), paraguayischer Tennisspieler
- López, Daniela (* 1997), chilenische Tennisspielerin
- Lopez, Danny (* 1952), US-amerikanischer Boxer
- López, Dante (* 1983), paraguayischer Fußballspieler
- Lopez, David (1977–2017), mexikanischer Boxer
- López, David (* 1982), spanischer Fußballspieler
- López, David (* 1989), spanischer Fußballspieler
- López, Derlis, paraguayischer Fußballschiedsrichter
- Lopez, Diana (* 1984), US-amerikanische Taekwondoin
- López, Diego (* 1974), uruguayischer Fußballspieler
- López, Diego (* 1981), spanischer Fußballtorhüter
- López, Diego (* 1994), uruguayischer Fußballspieler
- López, Diego (* 2002), spanischer Fußballspieler
- Lopez, Donald Sewell, Jr. (* 1952), US-amerikanischer Autor und Professor für Buddhist and Tibetan Studies
- López, Douglas (* 1998), costa-ricanischer Fußballspieler
- López, Duvan (* 1954), kolumbianischer Maler und Bildhauer
- López, Edmon (* 1996), spanischer Squashspieler
- López, Eliahu (* 1946), israelischer Botschafter
- López, Eric (* 1999), US-amerikanischer Fußballspieler
- Lopez, Ernie (1945–2009), US-amerikanischer Boxer (Weltergewicht)
- López, Esteban (1931–1996), niederländischer Schriftsteller
- López, Feliciano (* 1981), spanischer TennisspielerFeliciano López (* 1981)

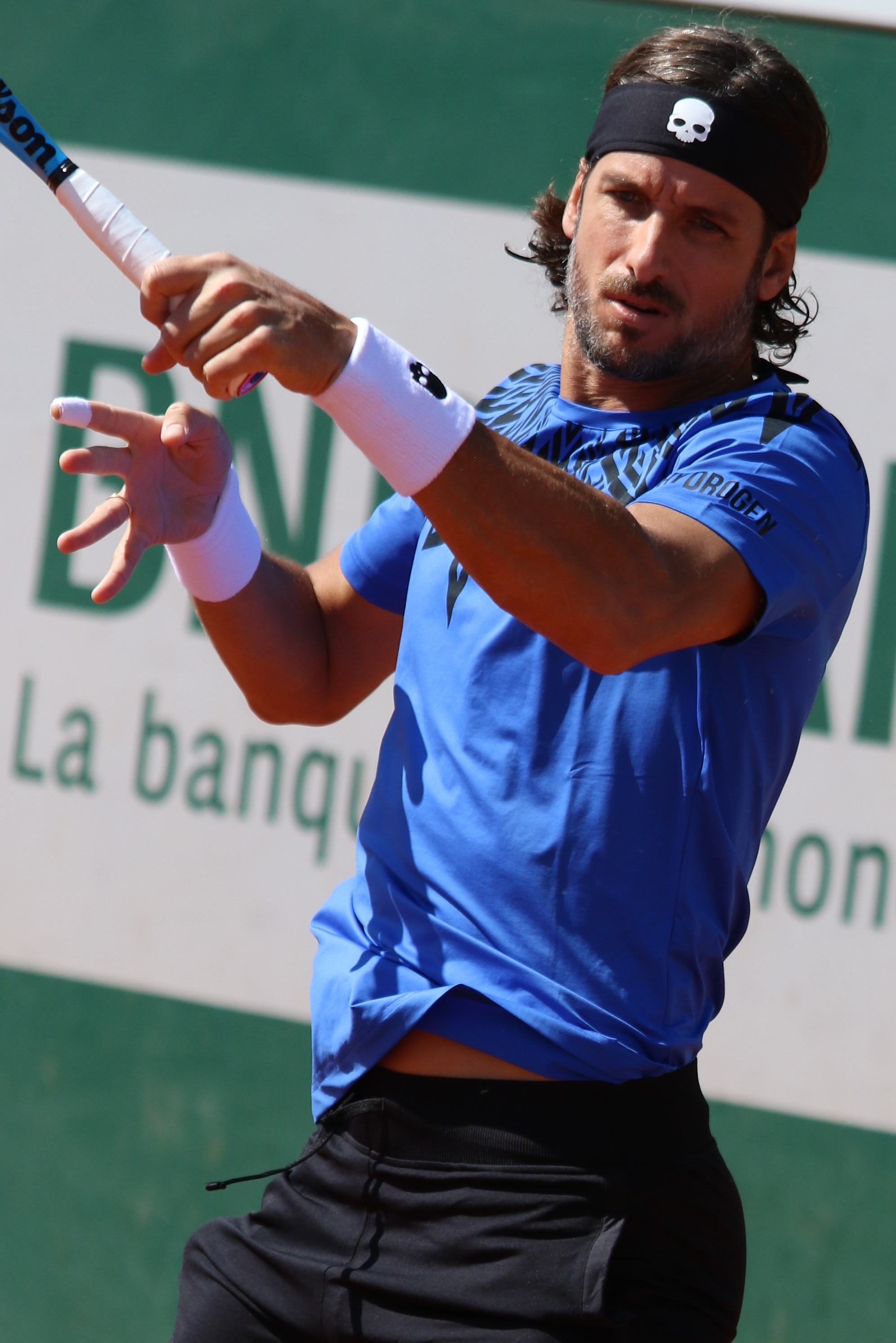
Feliciano López (* 1981)

- López, Félix (1917–1969), dominikanischer Songwriter
- López, Fermín (* 2003), spanischer Fußballspieler
- López, Fernando (1904–1993), philippinischer Politiker
- López, Fernando (* 1985), uruguayischer Fußballspieler
- López, Florentino (* 1934), spanischer Fußballspieler
- López, Francesc (* 1972), andorranischer Fußballnationalspieler
- López, Francisco (* 1962), venezolanischer Tischtennisspieler
- López, Franco (* 1992), uruguayischer Fußballspieler
- López, Gabriel (* 1983), uruguayischer Fußballspieler
- López, Ganigan (* 1981), mexikanischer Boxer
- Lopez, George (* 1961), US-amerikanischer Komiker, Schauspieler, Drehbuchautor, Filmproduzent und RegisseurGeorge Lopez (* 1961)

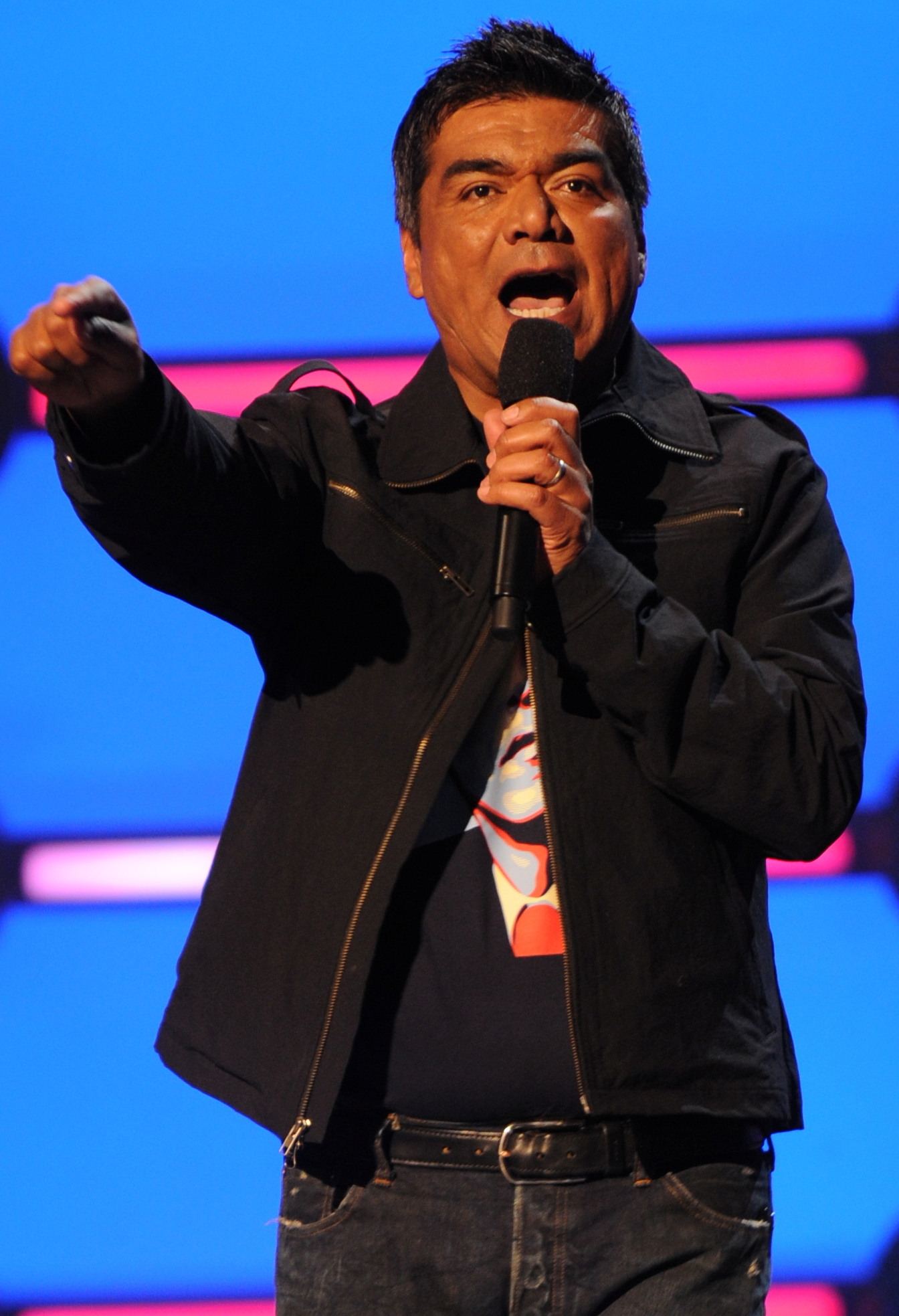
George Lopez (* 1961)

- Lopez, Gérard (* 1971), luxemburgisch-spanischer Unternehmer, Automobilrennfahrer, Fußballfunktionär und Formel-1-Rennstall-Besitzer
- López, Gerard (* 1979), spanischer Fußballspieler und heutiger -trainer
- Lopez, Greg (* 1964), US-amerikanischer Politiker
- López, Guillermo (* 1988), uruguayischer Fußballspieler
- López, Gustavo (* 1973), argentinischer Fußballspieler
- López, Harold Martín (* 2000), ecuadorianischer Radrennfahrer
- López, Héctor (1967–2011), mexikanischer Boxer
- López, Héctor Mario (1930–2015), guatemaltekischer General
- Lopez, Helga (1952–2022), deutsche Politikerin (SPD), MdB
- López, Hilario (1907–1987), mexikanischer Sportler
- López, Inés (* 2003), spanische Leichtathletin
- López, Israel (1918–2008), kubanischer Musiker
- López, Israel (* 1974), mexikanischer Fußballspieler
- López, Iván (* 1990), chilenischer Mittel- und Langstreckenläufer
- López, Javi (* 1986), spanischer Fußballspieler
- Lopez, Javier (* 1974), spanisch-deutscher Fußballspieler
- López, Javier Eduardo (* 1994), mexikanischer Fußballspieler
- Lopez, Jean-Marie, französischer Amateurastronom und Asteroidenentdecker
- Lopez, Jennifer (* 1969), US-amerikanische Sängerin, Tänzerin, Schauspielerin, Filmproduzentin und DesignerinJennifer Lopez (* 1969)

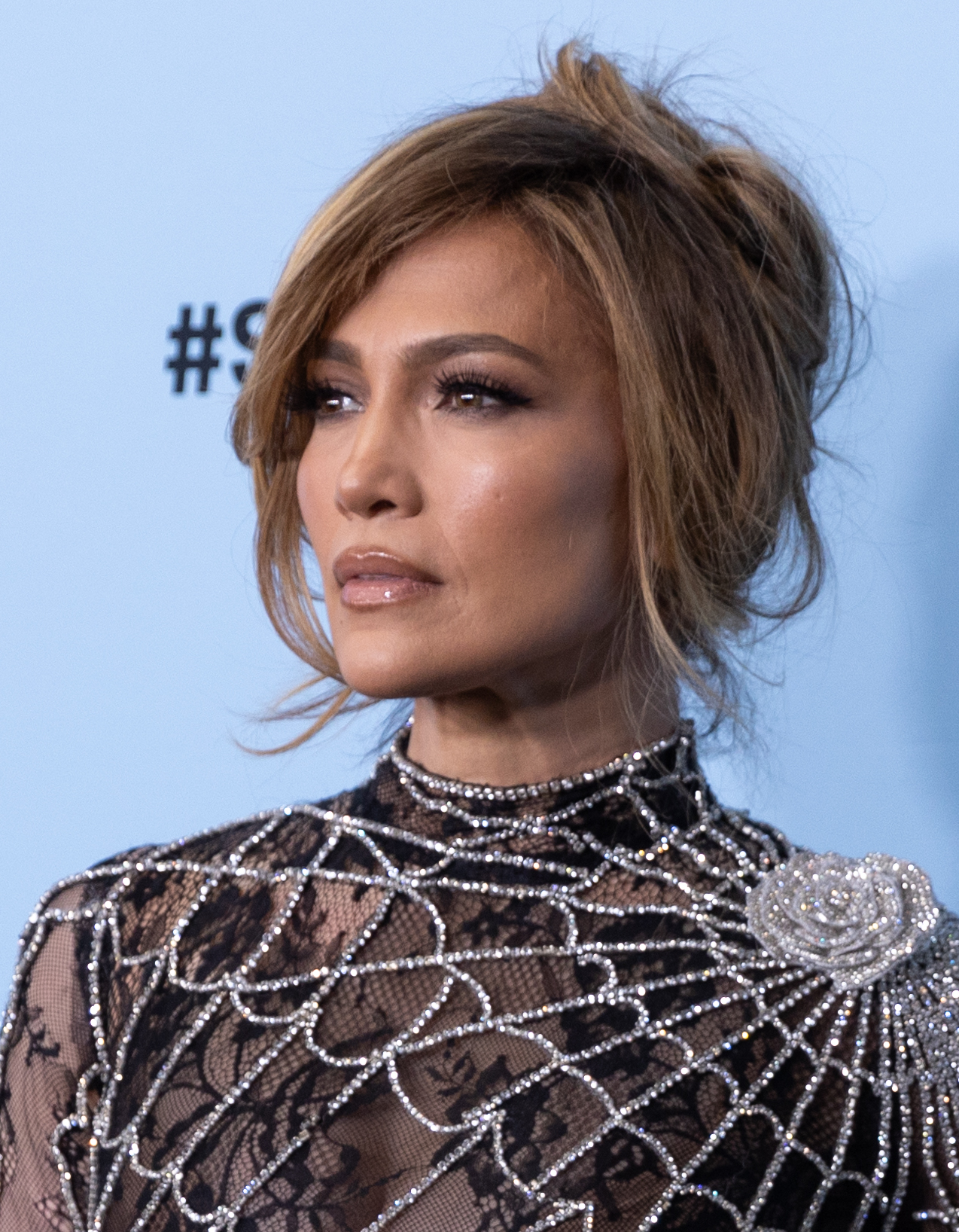
Jennifer Lopez (* 1969)

- López, Jérémy (* 1989), gibraltarischer Fußballspieler
- López, Jesús Tonatiú (* 1997), mexikanischer Leichtathlet
- López, Jimena (* 1999), mexikanische Fußballspielerin
- López, Jordi (* 1981), spanischer Fußballspieler
- López, Jorge, puerto-ricanischer Salsamusiker
- López, Jorge (* 1955), kubanisch-amerikanischer Komponist
- López, Jorge (* 1991), chilenischer Schauspieler und SängerJorge López (* 1991)

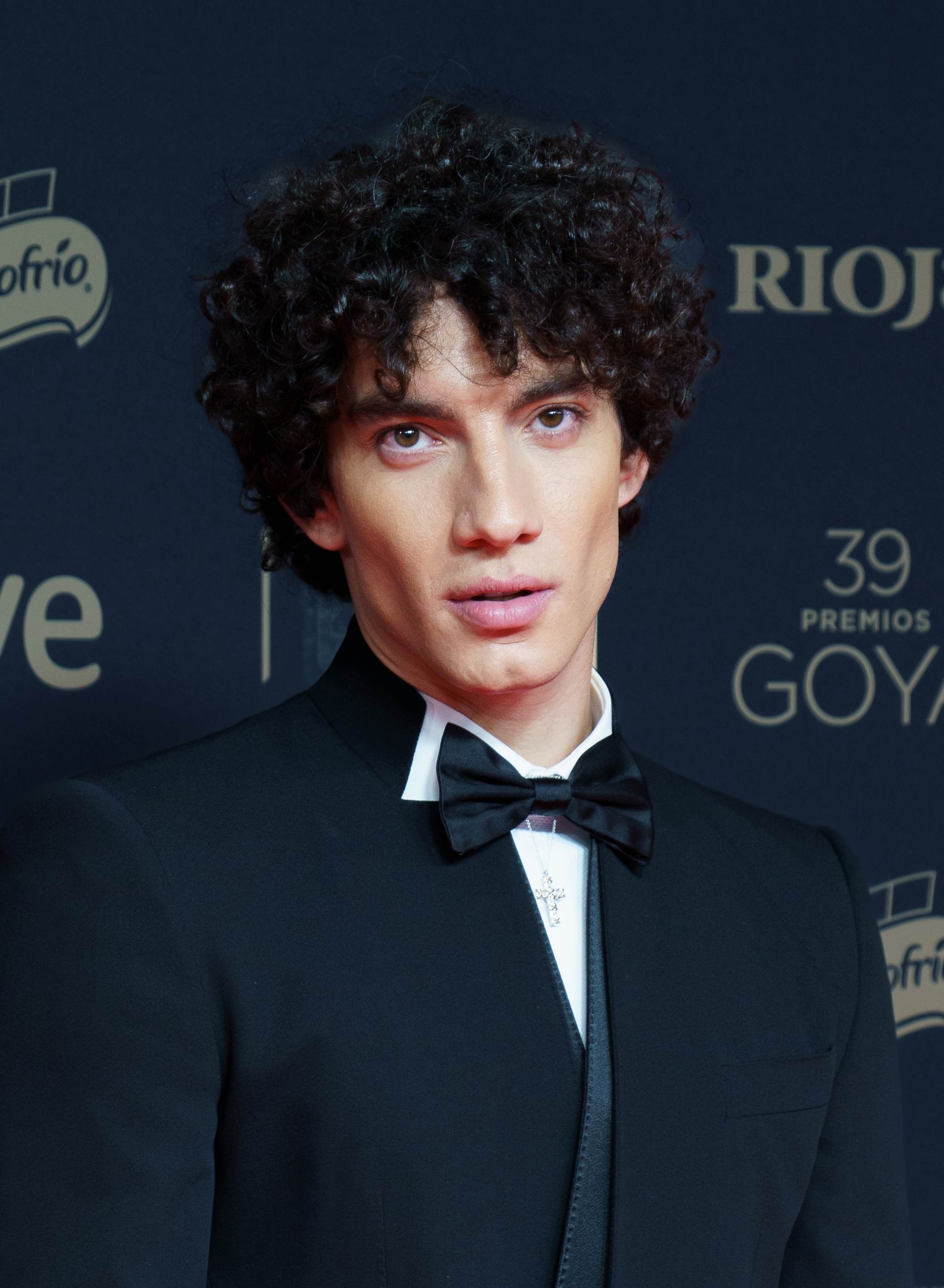
Jorge López (* 1991)

- López, Jorge Manuel (1918–2006), argentinischer Bischof
- López, José (* 1910), argentinischer Radrennfahrer
- López, José (* 1972), puerto-ricanischer Boxer
- López, José Antonio (* 1976), spanischer Radrennfahrer
- López, José Luis (* 1973), mexikanischer Boxer
- López, José Manuel, mexikanischer Fußballspieler
- López, José María (* 1983), argentinischer Automobilrennfahrer
- López, José Ramón (* 1950), spanischer Kanute
- López, Jose-Alfonso (* 1942), kolumbianischer Radrennfahrer
- López, Josesito (* 1984), US-amerikanischer Boxer
- López, Juan (1455–1501), Kardinal der katholischen Kirche
- López, Juan (1908–1984), uruguayischer Fußballtrainer
- López, Juan (* 1922), uruguayischer Wasserballspieler
- López, Juan (1926–1978), uruguayischer Leichtathlet
- López, Juan (1978–2024), honduranischer Umweltaktivist und Kommunalpolitiker
- López, Juan Carlos (* 1981), kolumbianischer Straßenradrennfahrer
- López, Juan Manuel (* 1983), puerto-ricanischer Boxer
- López, Juan Martín (* 1985), argentinischer Hockeyspieler
- López, Juan Miguel (* 1967), kubanischer Dreispringer
- López, Juan Pablo (* 1992), uruguayischer Fußballspieler
- López, Juan Pedro (* 1997), spanischer Radrennfahrer
- Lopez, Julia (* 1986), britische Politikerin der Tories
- Lopez, Kaiane (* 1986), britische Politikerin und ehemalige SchönheitsköniginKaiane Lopez (* 1986)

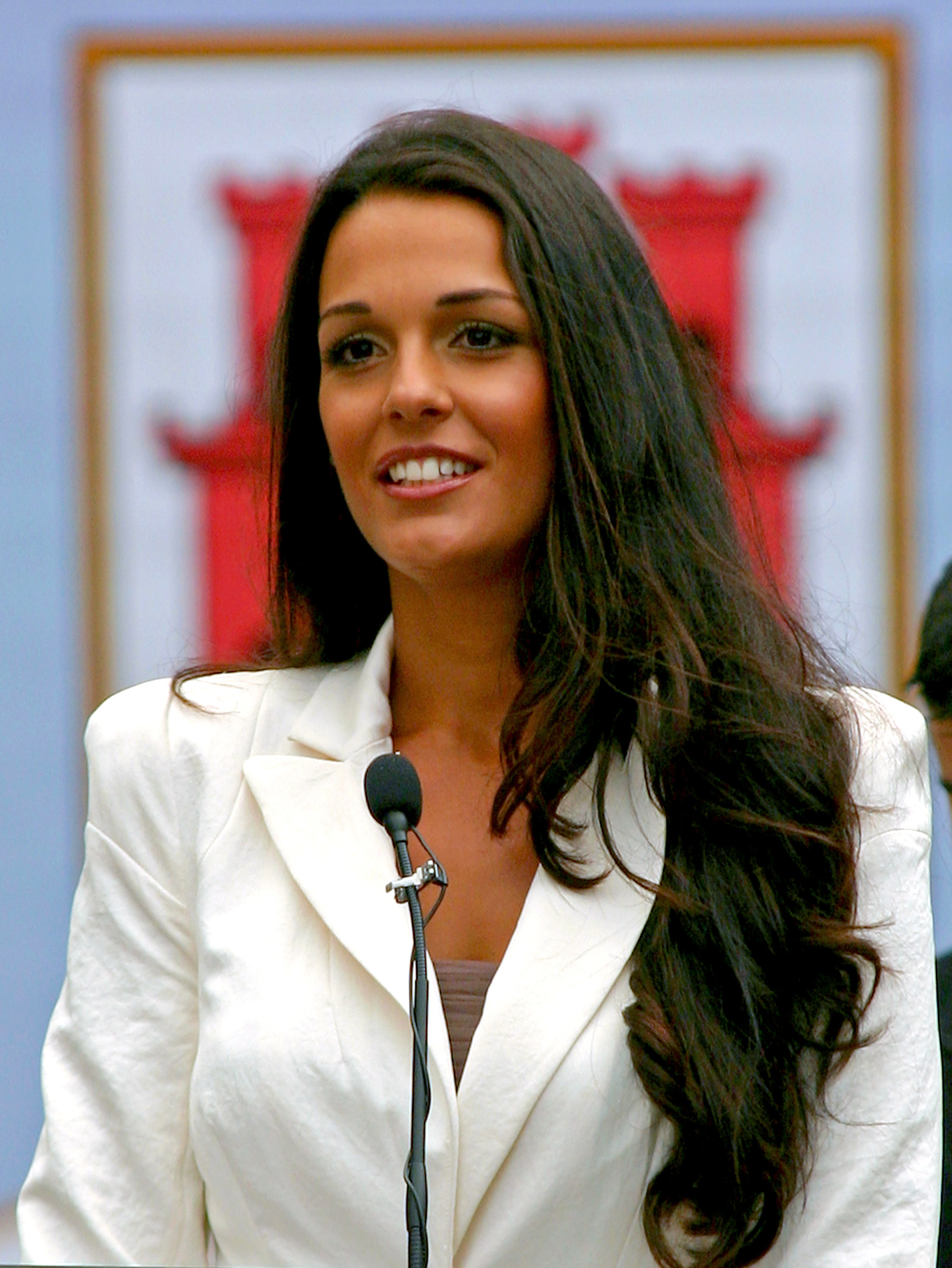
Kaiane Lopez (* 1986)

- Lopez, Kamala (* 1964), US-amerikanische Schauspielerin, Filmproduzentin und Filmregisseurin
- López, Kevin (* 1990), spanischer Leichtathlet
- López, Laia (* 2007), spanische Fußballspielerin
- Lopez, Laura, osttimoresische Politikerin
- López, Laura (* 1988), spanische Wasserballspielerin
- López, Laura (* 1988), spanische Synchronschwimmerin
- Lopez, Lauren (* 1986), US-amerikanische Schauspielerin und Musicaldarstellerin
- López, Leobardo (* 1983), mexikanischer Fußballspieler
- López, Leopoldo (* 1971), venezolanischer Politiker
- López, Ligorio (1933–1993), mexikanischer Fußballspieler
- Lopez, Linette, US-amerikanische Wirtschafts- und Politikjournalistin
- López, Lisandro (* 1983), argentinischer Fußballspieler
- López, Lucas (* 1994), uruguayischer Fußballspieler
- López, Luis (* 1911), uruguayischer Radrennfahrer
- López, Luis (1924–2012), chilenischer Fußballspieler
- López, Luis (* 1993), honduranischer Fußballspieler
- López, Luis Fernando (* 1979), kolumbianischer Geher
- Lopez, Manuel, deutscher Gitarrist
- Lopez, Manuel, deutscher MusiktheaterdarstellerManuel Lopez

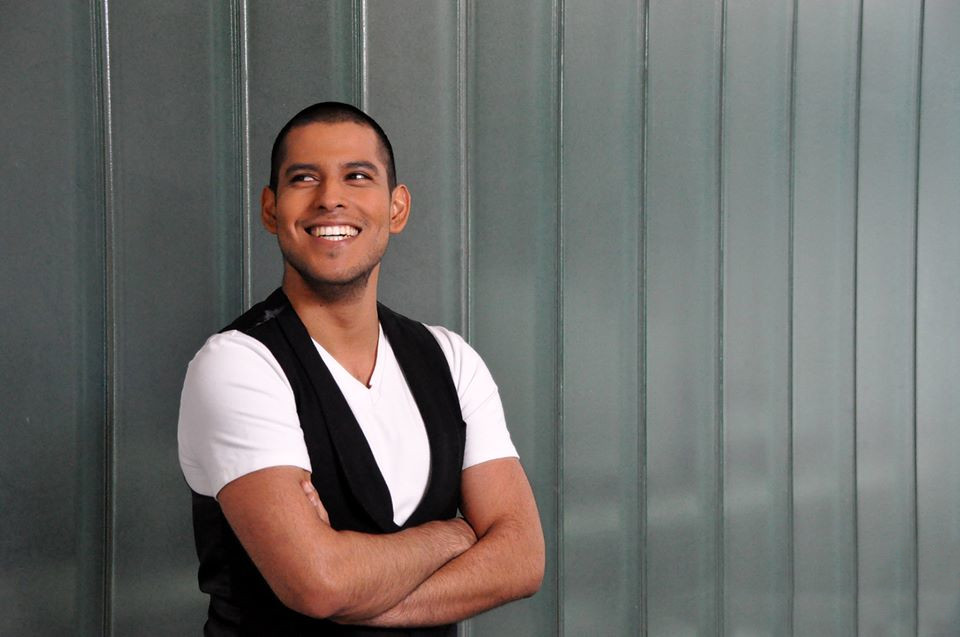
Manuel Lopez

- López, Manuel Cosas, mexikanischer Fußballspieler
- Lopez, Manuela (* 1972), französische Sängerin und Schauspielerin
- López, Marc (* 1982), spanischer Tennisspieler
- Lopez, Marcos (* 1966), deutscher DJ, Radiomoderator und Musikjournalist
- López, Marga (1924–2005), mexikanische Schauspielerin
- Lopez, Mario (* 1969), deutscher Dance-/Trance-DJ
- Lopez, Mario (* 1973), US-amerikanischer SchauspielerMario Lopez (* 1973)

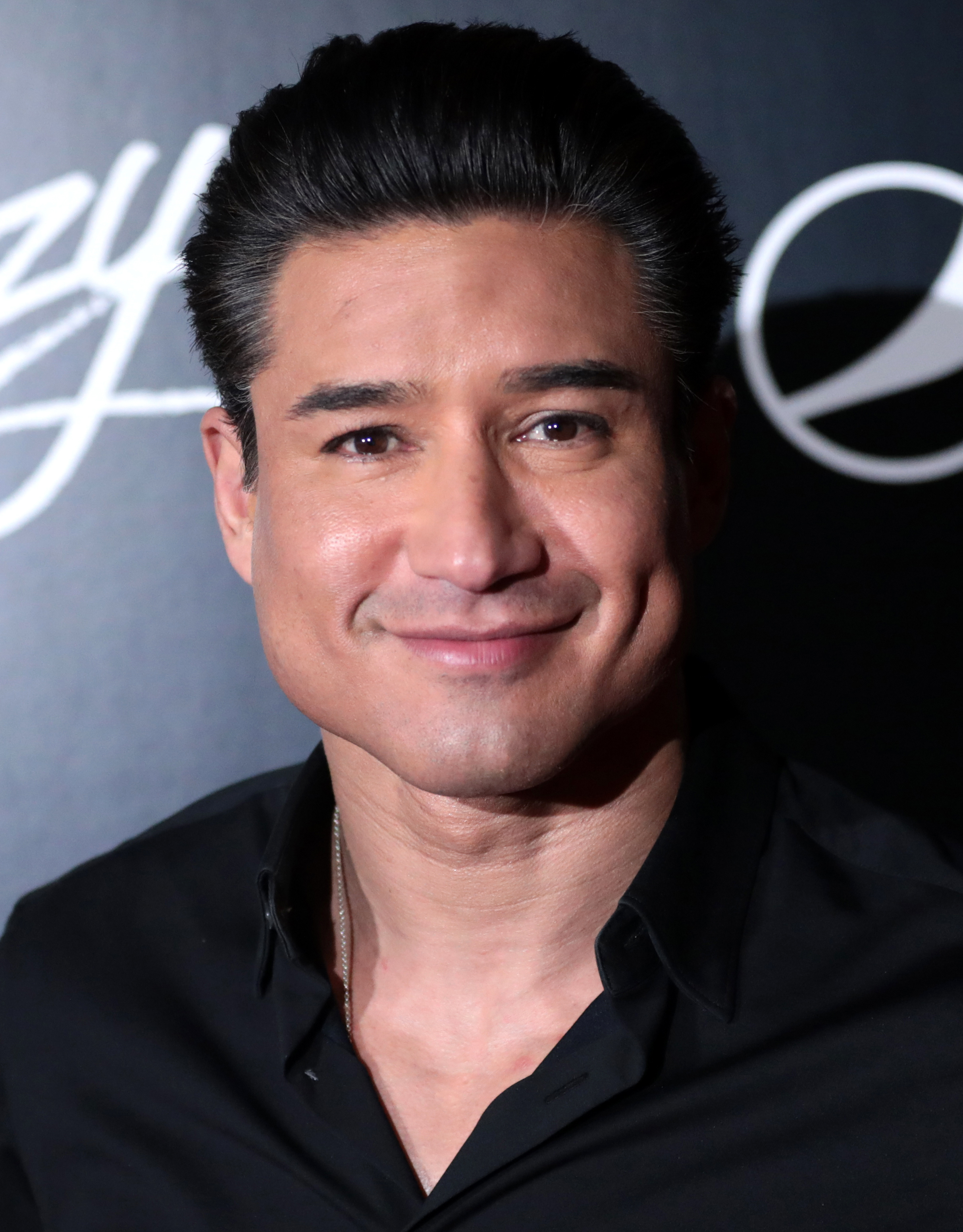
Mario Lopez (* 1973)

- Lopez, Mark (* 1982), US-amerikanischer Taekwondoin
- López, Markus (* 1972), mexikanischer Fußballspieler
- Lopez, Massimo (* 1952), italienischer Schauspieler, Synchronsprecher und Komiker
- López, Mathías (* 1994), uruguayischer Fußballspieler
- López, Maxi (* 1984), argentinischer Fußballspieler
- Lopez, Maxime (* 1997), französischer Fußballspieler
- Lopez, Mel (1935–2017), philippinischer Politiker und Sportfunktionär
- López, Michel (* 1976), kubanischer Superschwergewichtsboxer
- López, Miguel (1669–1723), spanischer Barockkomponist, Organist und Musikwissenschaftler
- López, Miguel Ángel (1942–2025), argentinischer Fußballspieler und -trainer
- López, Miguel Ángel (* 1988), spanischer Geher
- López, Miguel Ángel (* 1994), kolumbianischer RadsportlerMiguel Ángel López (* 1994)

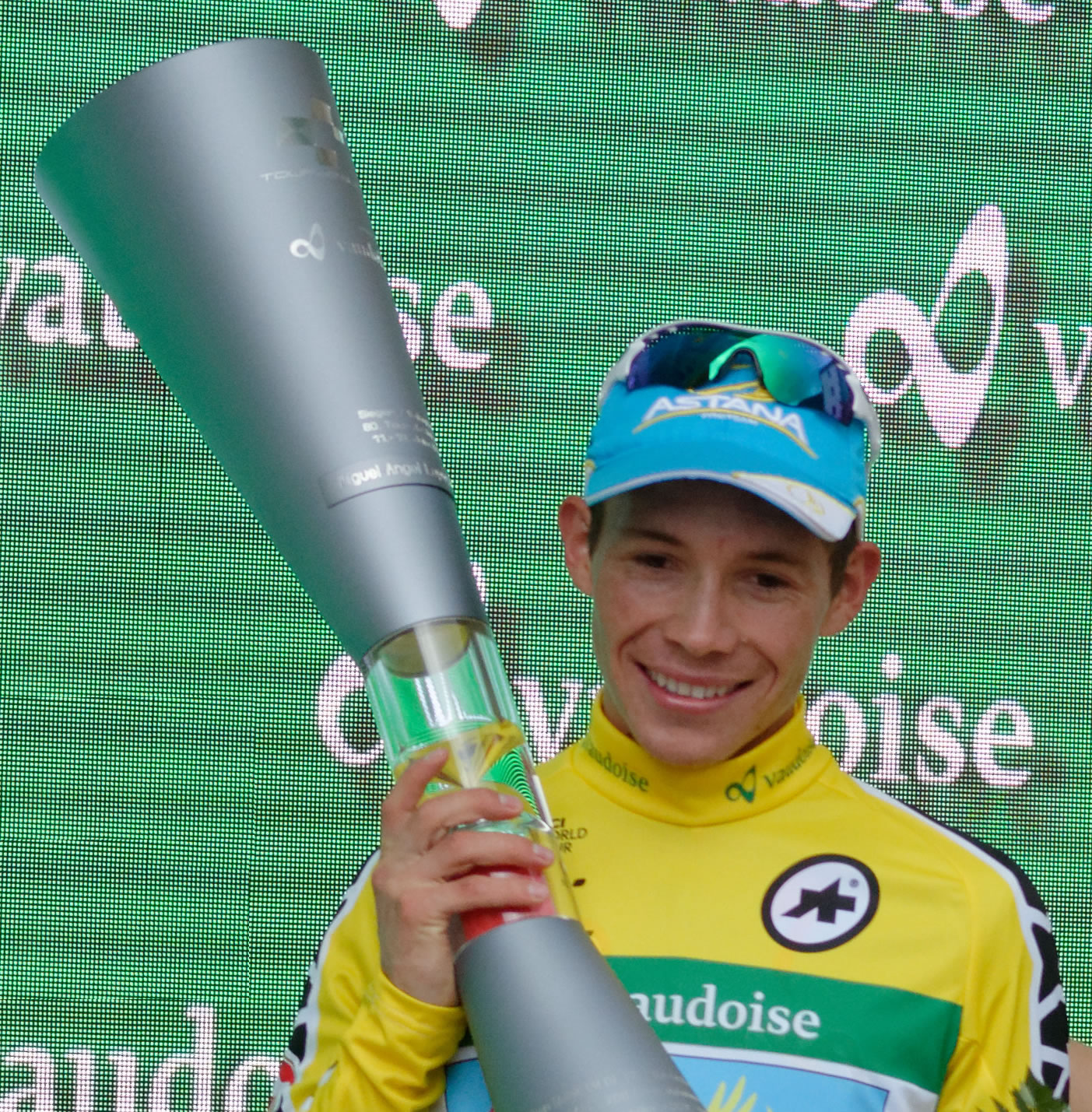
Miguel Ángel López (* 1994)

- López, Mijaín (* 1982), kubanischer Ringer
- López, Moisés (* 1940), mexikanischer Radrennfahrer
- Lopez, Nahuel (* 1978), deutsch-chilenischer Regisseur und Filmproduzent
- Lopez, Nancy (* 1957), US-amerikanische Golfspielerin
- López, Nancy (* 1969), US-amerikanische Soziologin
- López, Nando (* 1977), spanischer Autor und Dramaturg
- López, Narciso (1797–1851), venezolanischer General in spanischen Diensten
- López, Narciso (1928–1988), mexikanischer Fußballspieler
- López, Natalia (* 1980), mexikanisch-bolivianische Filmeditorin, Filmregisseurin, Drehbuchautorin und Schauspielerin
- López, Nelson (* 1941), argentinischer Fußballspieler
- Lopez, Nicolas (* 1980), französischer Säbelfechter und Olympiasieger
- López, Nicolás (* 1993), uruguayischer Fußballspieler
- López, Orlando (1933–2009), kubanischer BassistOrlando López (1933–2009)

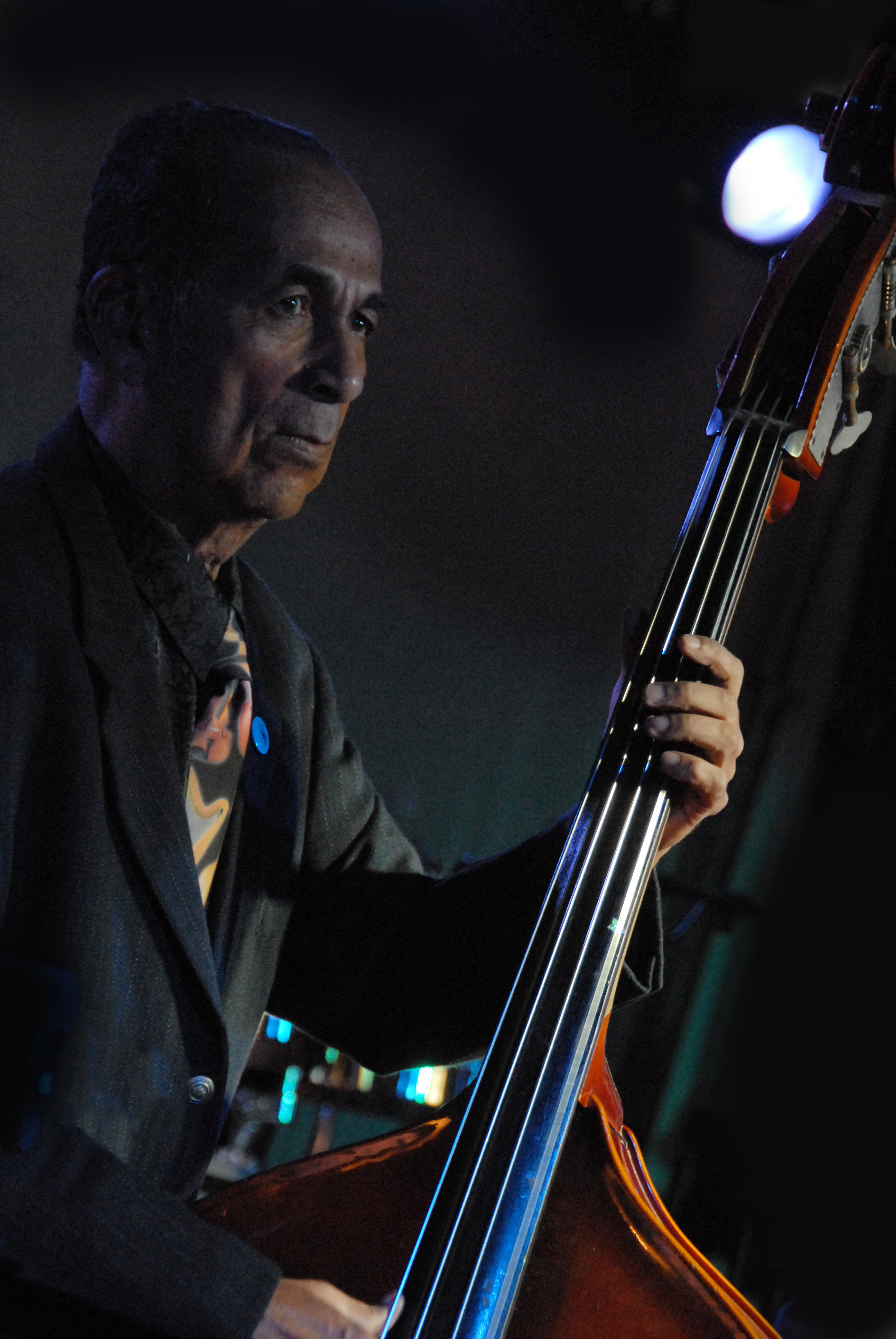
Orlando López (1933–2009)

- López, Óscar (1939–2005), kolumbianischer Fußballspieler
- López, Osvaldo Ramón (* 1971), argentinischer Rechtsanwalt und Politiker (Encuentro Democrático para la Victoria)
- López, Pachuco (1936–2023), mexikanischer Fußballspieler
- Lopez, Patricia Diane, US-amerikanische Informatikerin
- López, Patxi (* 1959), spanischer Politiker
- López, Pau (* 1994), spanischer Fußballspieler
- López, Pedro (* 1983), spanischer Fußballspieler
- López, Pedro Alonso (* 1948), kolumbianischer Serienmörder
- López, Pedro Hugo (1927–1959), chilenischer Fußballspieler
- López, Pedro Ramiro (* 1978), argentinischer katholischer Priester und Missionar
- Lopez, Perry (* 1924), US-amerikanischer Jazz-Gitarrist
- Lopez, Perry (1929–2008), US-amerikanischer Filmschauspieler
- López, Peter (* 1981), peruanischer und US-amerikanischer Taekwondoin
- López, Rafa (* 1985), spanischer Fußballspieler
- López, Ramón (* 1961), spanischer Jazz- und Improvisationsmusiker
- López, Raül (* 1980), spanischer Basketballspieler
- Lopez, Raymond (1931–2017), französischer Autorennfahrer
- López, Regino (1861–1945), kubanischer Schauspieler, Regisseur und Sänger
- López, Renzo (* 1994), uruguayischer Fußballspieler
- López, Ricardo (* 1966), mexikanischer Boxer
- Lopez, Robert (* 1975), US-amerikanischer Film- und Musicalkomponist
- López, Roberto (* 2000), spanischer Fußballspieler
- Lopez, Roberto Sabatino (1910–1986), amerikanischer Historiker
- Lopez, Robin (* 1988), US-amerikanischer BasketballspielerRobin Lopez (* 1988)

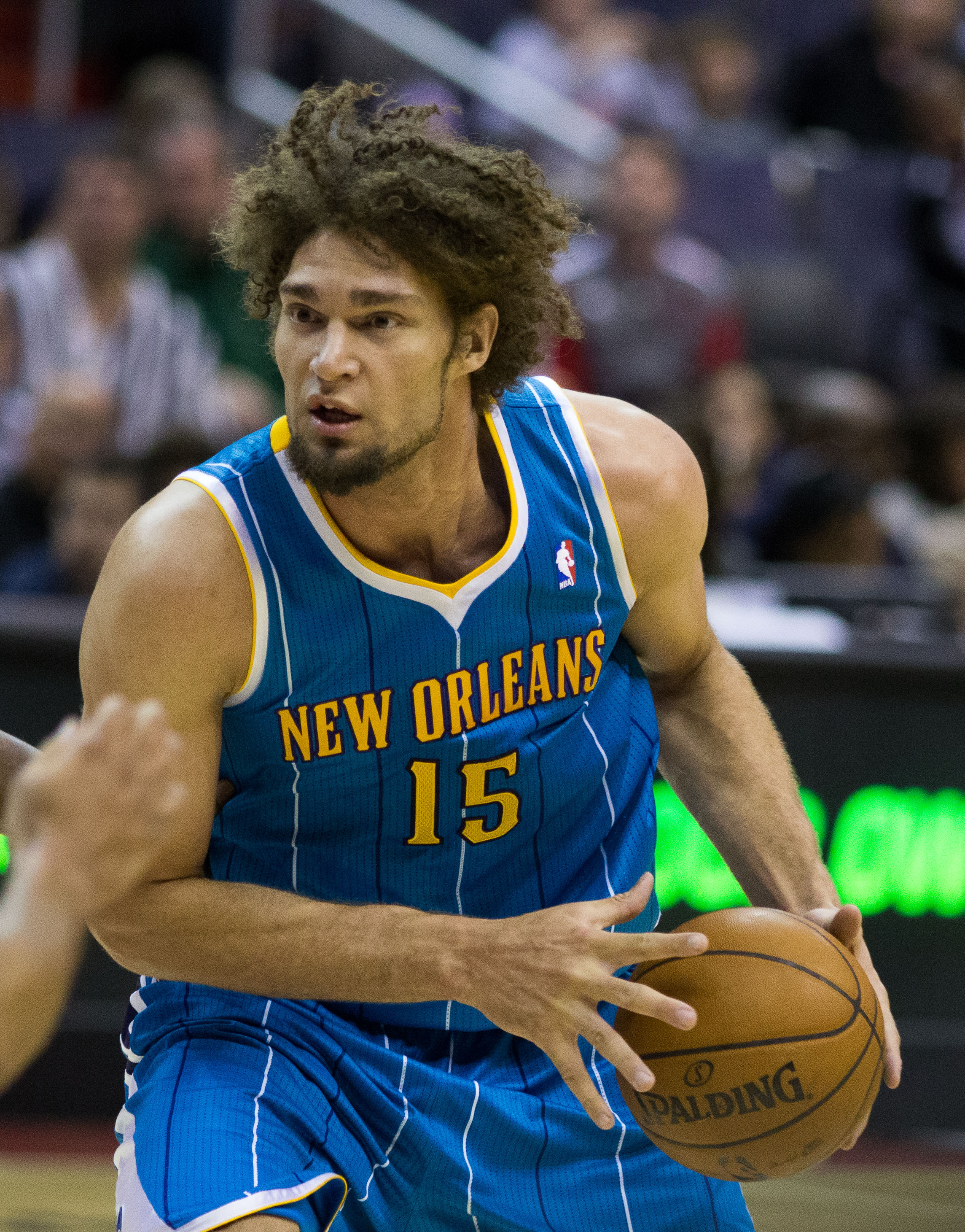
Robin Lopez (* 1988)

- Lopez, Rodolfo (* 1983), mexikanischer Boxer
- López, Rosa (* 1981), spanische Popsängerin
- López, Rubén (* 1979), spanischer Fußballspieler
- López, Ryan (* 1999), venezolanischer Mittelstreckenläufer
- Lopez, Salvador P. (1911–1993), philippinischer Politiker, Journalist und Universitätspräsident
- López, Sandra (* 1984), mexikanische Leichtathletin
- López, Santiago (* 1982), uruguayischer Fußballspieler
- Lopez, Sanya (* 1996), philippinische Schauspielerin
- López, Sebastián (* 1949), argentinisch-niederländischer Kunsthistoriker, Kurator und Autor
- López, Sebastián (* 2001), venezolanischer Mittelstreckenläufer
- López, Sergi (* 1965), spanischer Schauspieler
- López, Sergio (* 1999), spanischer Fußballspieler
- López, Sergio (* 1999), spanischer Sprinter
- López, Silma (* 1991), spanische Schauspielerin
- López, Stefany (* 2002), kolumbianische Hindernisläuferin
- Lopez, Steve (* 1953), US-amerikanischer Autor und Kolumnist
- Lopez, Steven (* 1978), US-amerikanischer Taekwondo-Sportler
- López, Teófimo (* 1997), US-amerikanischer Boxer im Leichtgewicht
- López, Tomás (* 1994), argentinischer Volleyballspieler
- Lopez, Tony (* 1963), US-amerikanischer Boxer
- Lopez, Trini (1937–2020), US-amerikanischer SängerTrini Lopez (1937–2020)

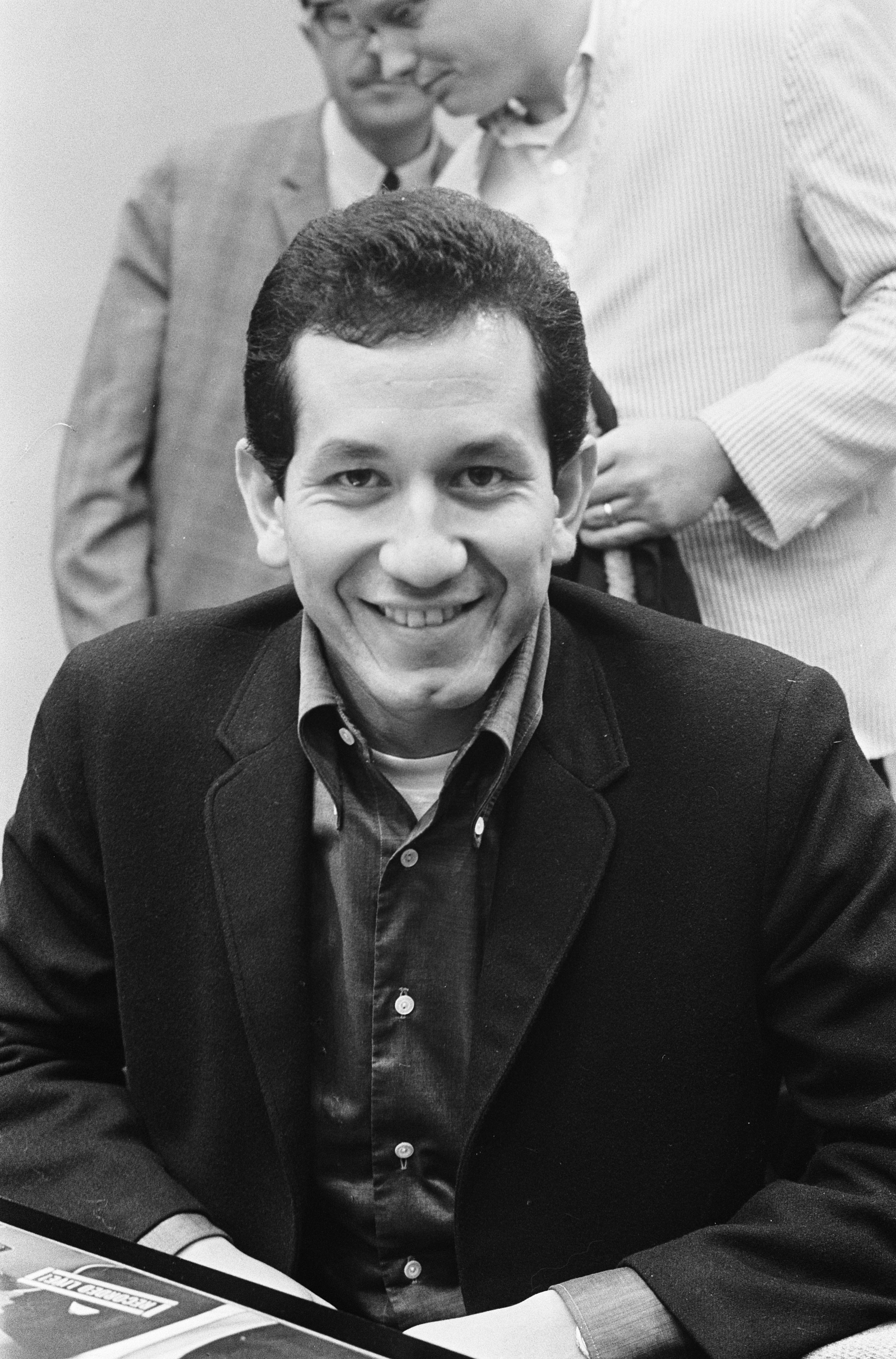
Trini Lopez (1937–2020)

- López, Tristán (* 2005), deutscher Schauspieler
- López, Unai (* 1995), spanischer Fußballspieler
- López, Úrsula († 1966), spanische Zarzuela- und Varietésängerin und Impresaria
- López, Úrsula (* 1976), spanische Flamenco-Tänzerin und -Choreografin
- López, Vicente (1945–2010), nicaraguanischer Baseballspieler
- López, Vicente Fidel (1815–1903), argentinischer Rechtsanwalt, Politiker, Journalist und Historiker
- López, Vicky (* 2006), spanische FußballspielerinVicky López (* 2006)

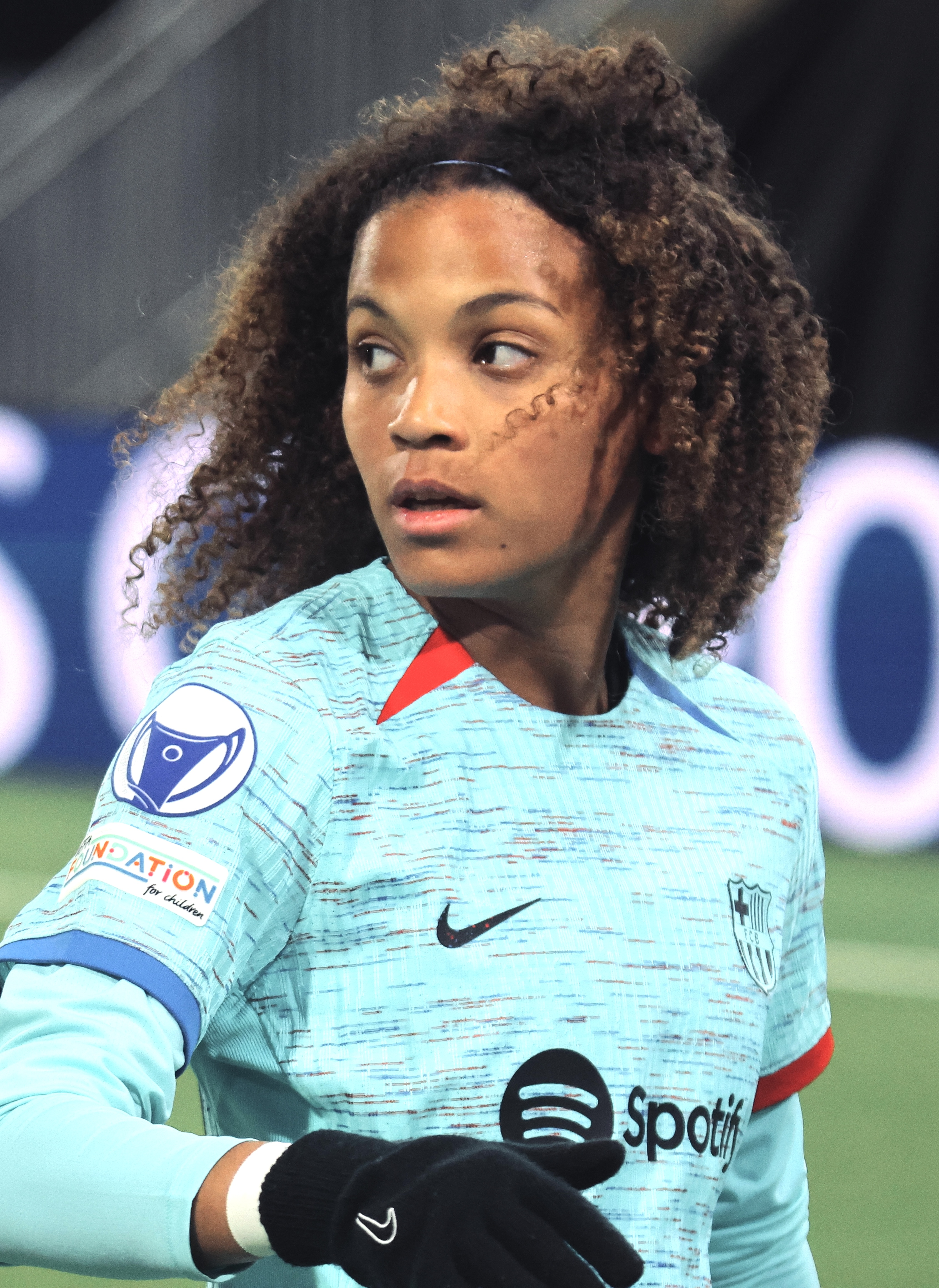
Vicky López (* 2006)

- López, Víctor (* 1920), mexikanischer Fußballspieler
- López, Víctor Hugo (* 1982), spanischer Handballspieler und -trainer
- López, Víctor Manuel (* 1971), uruguayischer Fußballspieler
- López, Víctor Manuel Forero (1931–2023), kolumbianischer Geistlicher, römisch-katholischer Erzbischof von Bucaramanga
- López, Víctor Rubén (* 1978), argentinischer Fußballspieler
- Lopez, Vincent (1895–1975), US-amerikanischer Pianist und Bandleader
- Lopez, Vini (* 1949), US-amerikanischer Schlagzeuger
- López, Virginia (1928–2024), puerto-ricanische Sängerin
- López, Virginia (* 1980), uruguayische Triathletin
- López, Walter (1977–2015), honduranischer Fußballspieler
- López, Walter (* 1978), honduranischer Fußballschiedsrichterassistent
- López, Walter (* 1980), guatemaltekischer Fußballschiedsrichter
- López, Walter (* 1985), uruguayischer Fußballspieler
- Lopez, Wayne, puerto-ricanischer Schauspieler
- López, Yaniuvis (* 1986), kubanische Kugelstoßerin
- López, Yeimer (* 1982), kubanischer Leichtathlet
- López, Zacarías (* 1998), chilenischer Fußballspieler

##### Lopez-

###### Lopez-A
- López-Alegría, Michael Eladio (* 1958), US-amerikanischer Astronaut
- López-Alt, J. Kenji, US-amerikanischer Koch und FoodwriterJ. Kenji López-Alt

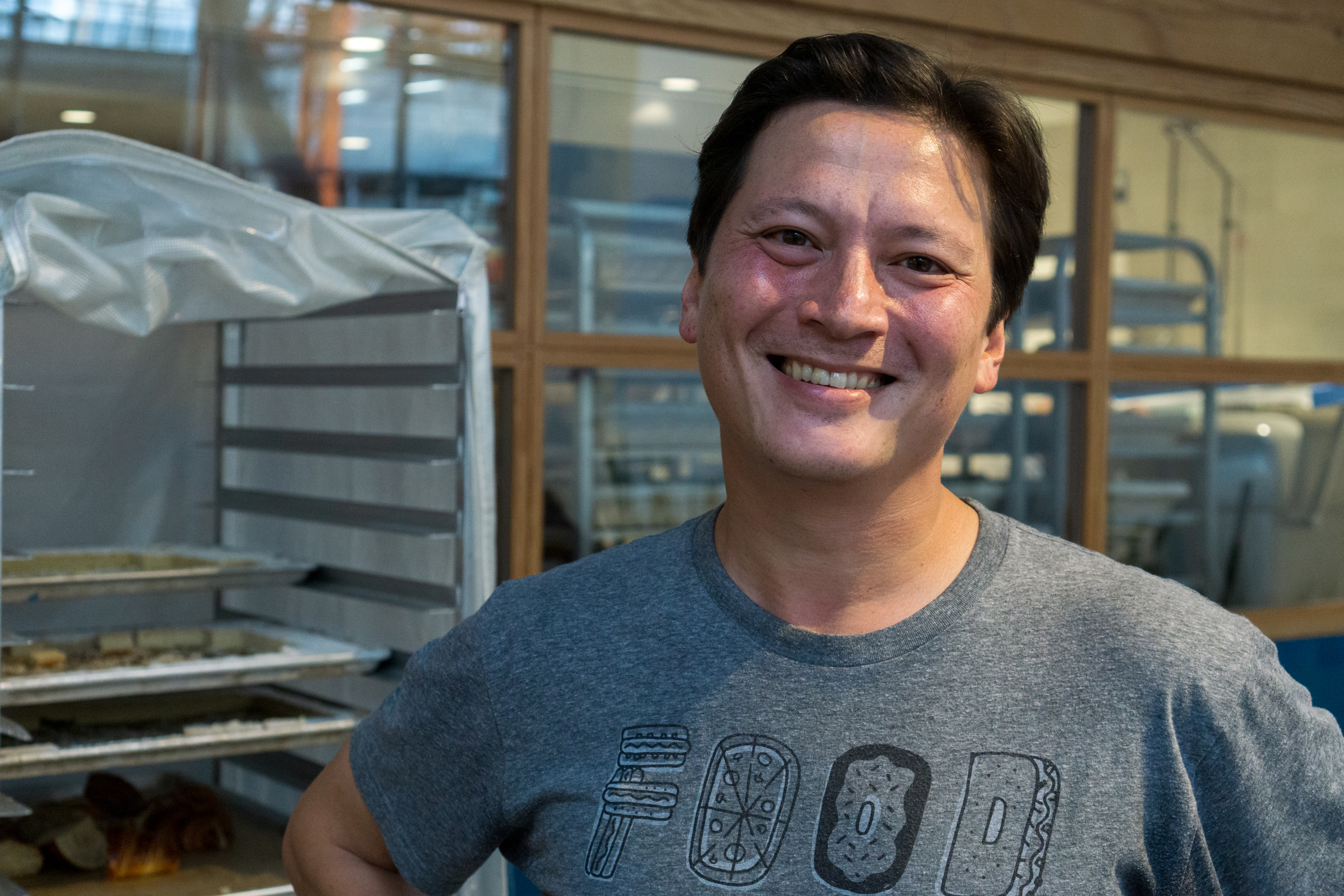
J. Kenji López-Alt

- López-Aranguren, José Luis (1909–1996), spanischer Philosoph und Essayist
- López-Arbarello, Adriana, argentinische Wirbeltierbiologin und -paläontologin

###### Lopez-B
- López-Bendito, Guillermina (* 1975), spanische Neurowissenschaftlerin
- López-Bravo, Gregorio (1923–1985), spanischer Politiker

###### Lopez-C
- López-Cantera, Carlos (* 1973), US-amerikanischer Politiker

###### Lopez-F
- López-Fanjul y Díez del Corral, María, spanische Kunsthistorikerin

###### Lopez-G
- López-Gallego, Gonzalo (* 1973), spanischer Filmregisseur, Drehbuchautor und Filmeditor
- López-Gatell Ramírez, Hugo (* 1969), mexikanischer Epidemiologe und Hochschullehrer

###### Lopez-H
- Lopez-Huici, Ariane (* 1945), französisch-US-amerikanische Fotografin

###### Lopez-I
- López-Istúriz White, Antonio (* 1970), spanischer Politiker (PP), MdEP

###### Lopez-M
- Lopez-Molina, Camille, philippinische Sängerin mit der Stimmlage Sopran

###### Lopez-N
- López-Nussa, Ernán (* 1958), kubanischer Jazzpianist und Komponist
- López-Nussa, Harold (* 1983), kubanischer Jazzmusiker (Piano, Komposition)

###### Lopez-P
- López-Puigcerver, Ana, spanische Maskenbildnerin

###### Lopez-R
- Lopez-Rivera, Sergio (* 1967), spanischer Maskenbildner

###### Lopez-V
- Lopez-Vito, Maria Luisa (* 1939), philippinisch-deutsche Pianistin

###### Lopez-Z
- López-Zubero, David (* 1959), spanischer Schwimmer
- López-Zubero, Martín (* 1969), spanischer Schwimmer

##### Lopezl
- Lopezllera, Luis, mexikanischer Badmintonspieler

### Lopf
- Löpfe, Dominikus (1916–1996), Schweizer Benediktinermönch, Abt der Abtei Muri-Gries
- Löpfe, Ernst (1878–1970), Schweizer Verleger und Politiker (FDP)
- Löpfe, Philipp (* 1953), Schweizer Journalist, Autor und Publizist

### Lopi
- Lopicic, Sandy (* 1973), bosnisch-österreichischer Musiker, Theaterregisseur, Filmkomponist und Schauspieler
- Lopilato, Darío (* 1981), argentinischer Schauspieler
- Lopilato, Luisana (* 1987), argentinische Schauspielerin und SängerinLuisana Lopilato (* 1987)

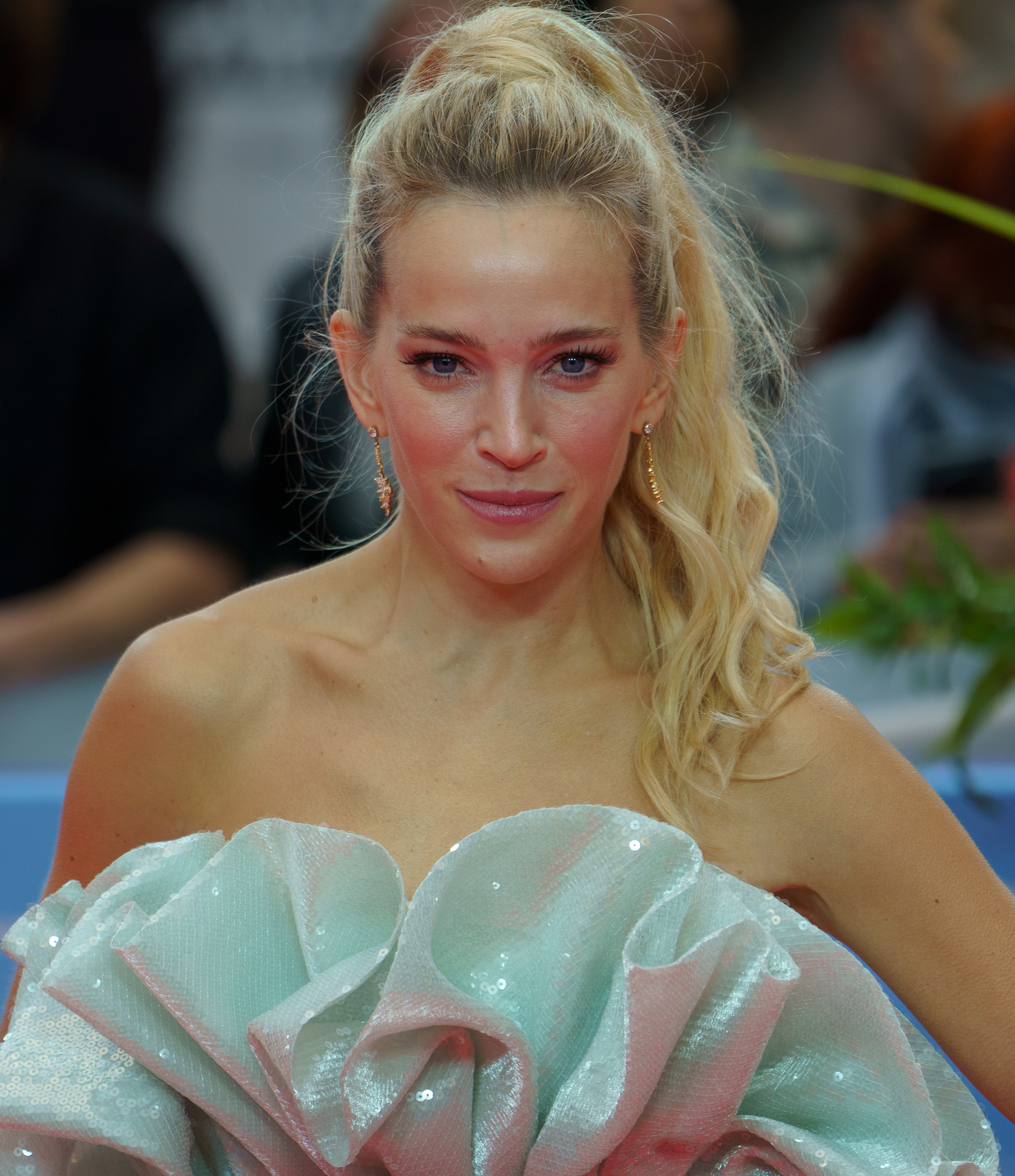
Luisana Lopilato (* 1987)

- Lopinot, Calliste (1876–1966), deutsch-französischer Kapuzinerpater
- Lopinski, Bruno (1877–1961), deutscher Schauspieler, Aufnahmeleiter und Filmproduktionsleiter
- Lopinski, Katharina (* 1945), deutsche Synchronsprecherin und Schauspielerin

### Lopo
- Lopo, Alberto (* 1980), spanischer Fußballspieler
- Lopokova, Lydia (1892–1981), russische Balletttänzerin
- Lopön Tsechu (1918–2003), Meditationsmeister des tibetischen Buddhismus
- Loponen, Jouni (* 1971), finnischer Eishockeyspieler
- Loponen, Viljami (* 2008), finnischer Schauspieler
- Lopopolo, Sandro (1939–2014), italienischer Boxer
- Łopotko, Hubert (* 1987), polnischer Poolbillardspieler

### Lopp
- Loppa vom Spiegel, Kölner Buchmalerin und Klarissin
- Loppa, Lorenzo (* 1947), italienischer Geistlicher, emeritierter römisch-katholischer Bischof von Anagni-Alatri
- Loppacher, Johann Jakob (1816–1867), Schweizer Kaufmann, Mitglied des Kleinen Rats, Grossrat, Landeshauptmann und Konsul
- Loppacher, Walter (1883–1964), Schweizer Unternehmer
- Loppaschewski, Jörg (* 1972), deutscher Handballschiedsrichter
- Löppen, Karl (1901–1969), deutscher Kommunalpolitiker
- Lopper, Norbert (1919–2015), österreichischer Fußballspieler und -funktionär
- Löppert, Quirin (* 1987), deutscher Fußballspieler
- Loppi, Matias (* 1980), finnischer Eishockeyspieler

### Lopr
- Loprais, Aleš (* 1988), tschechischer Rallyefahrer
- Loprais, Karel (1949–2021), tschechischer Rallye-Fahrer
- LoPresti, Pete (* 1954), US-amerikanischer Eishockeytorwart
- LoPresti, Sam (1917–1984), US-amerikanischer Eishockeyspieler
- Loprieno, Antonio (* 1955), italienisch-schweizerischer Ägyptologe
- Loprieno, Joe (* 1986), US-amerikanischer Eishockeyspieler

### Lopt
- Löptin, Udo (* 1900), deutscher Schauspieler und Hörspielsprecher

### Lopu
- Lopuchin, Awraam Fjodorowitsch († 1718), russischer Fürst
- Lopuchin, Iwan Wladimirowitsch (1756–1816), russischer Philosoph, Mystiker, Schriftsteller, Humanist, Freimaurer, Senator
- Lopuchin, Wladimir Michailowitsch (1952–2020), russischer Politiker und Minister
- Lopuchina, Anna Petrowna (1777–1805), Mätresse des Zaren Paul I. von Russland
- Lopuchina, Jewdokija Fjodorowna (1669–1731), erste Frau Peters I.Jewdokija Fjodorowna Lopuchina (1669–1731)

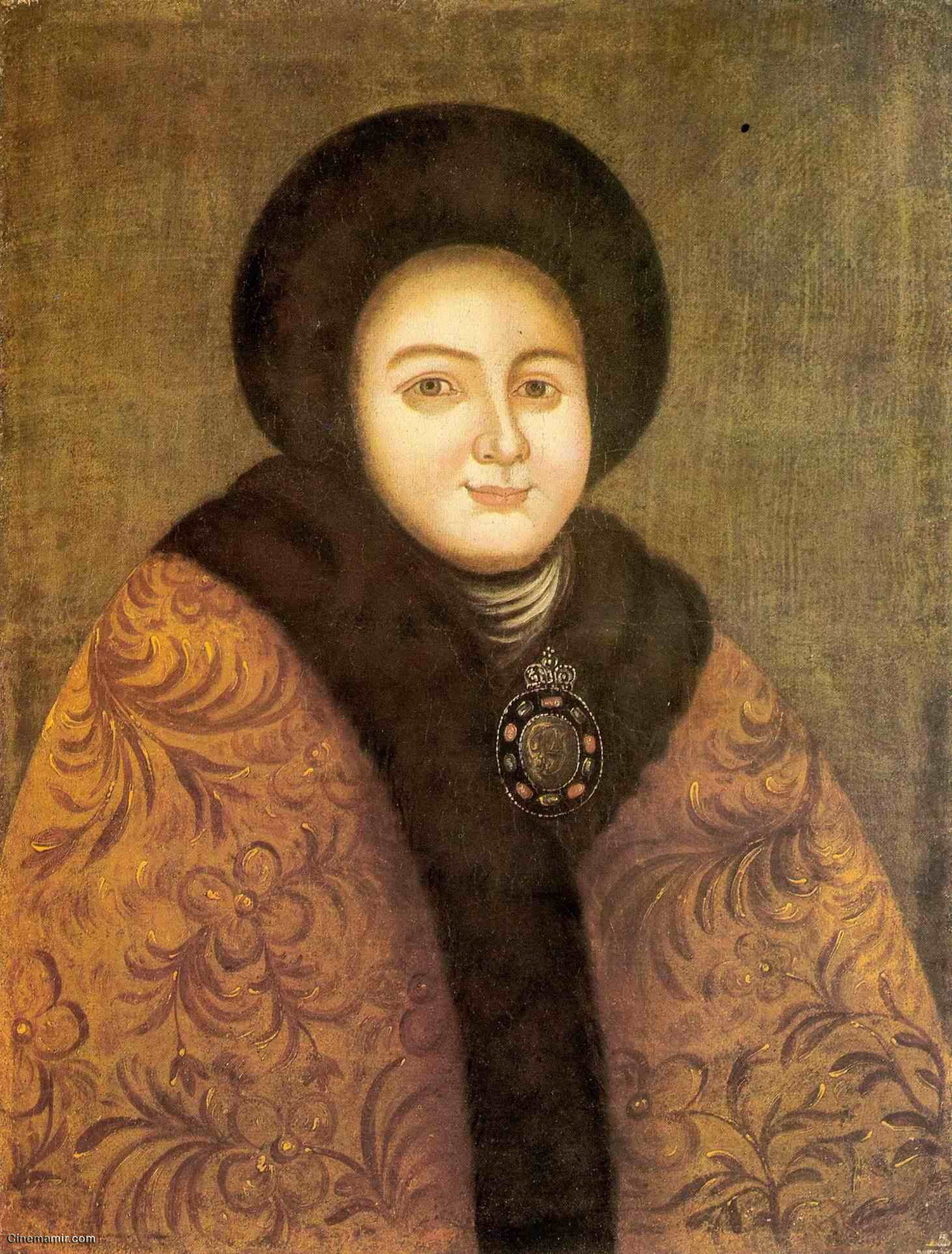
Jewdokija Fjodorowna Lopuchina (1669–1731)

- Lopuchina, Natalja Fjodorowna (1699–1763), russische Hofdame
- Lopušan, Šimon (* 2002), slowakischer Eishockeyspieler
- Lopušanová, Nela (* 2008), slowakische Eis- und Streethockeyspielerin
- Lopuschanski, Konstantin Sergejewitsch (* 1947), sowjetischer und russischer Regisseur und Drehbuchautor
- Łopuski, Mikołaj (* 1985), polnischer Eishockeyspieler
- Łopuszyński, Wacław (1856–1929), polnischer Eisenbahningenieur und Dampflokomotivkonstrukteur
- Lopuyet, Simon (* 1972), kenianischer Marathonläufer

### Lopy
- Lopy, Dion (* 2002), senegalesischer Fußballspieler
- Lopy, Joseph (* 1992), senegalesischer Fußballspieler
- Lopyrjowa, Wiktorija Petrowna (* 1983), russisches Model, Fernsehmoderatorin und Schönheitskönigin